# Seventeen (nhóm nhạc)
Seventeen (tiếng Hàn: 세븐틴; Romaja: Sebeuntin; được viết cách điệu như SEVENTEEN, hay còn được viết tắt là SVT) là một nhóm nhạc nam Hàn Quốc gồm 13 thành viên được thành lập bởi Pledis Entertainment. Nhóm ra mắt vào ngày 26 tháng 5 năm 2015. Nhóm bao gồm 13 thành viên được chia thành ba nhóm nhỏ, mỗi nhóm có một lĩnh vực chuyên môn khác nhau: Hip-Hop Team (S.Coups, Wonwoo, Mingyu, Vernon), Vocal Team (Woozi, Jeonghan, Joshua, DK, Seungkwan) và Performance Team (Hoshi, Jun, The8, Dino).
Các thành viên của SEVENTEEN đều tham gia vào quá trình viết nhạc và sản xuất các bài hát của nhóm và kể cả vũ đạo, nên nhóm còn được gọi bằng cái tên "nhóm nhạc tự sản xuất" hay  "idol tự sản xuất".... Tất cả 13 thành viên đều có tên đăng ký với Hiệp hội Bản quyền Âm nhạc Hàn Quốc.

## Tên gọi
Tên gọi SEVENTEEN của nhóm được lấy ý tưởng từ con số 17, là tổng của ba yếu tố: nhóm có 13 thành viên, được chia làm 3 nhóm nhỏ phụ trách ba mảng khác nhau: Hip-hop, Vocal và Performance, thế nhưng cuối cùng họ vẫn phối hợp cùng nhau trở thành một nhóm lớn (13+3+1=17).
Ngày 14 tháng 2 năm 2016, SEVENTEEN tiết lộ tên cộng đồng người hâm mộ (fandom) của mình là Carat, đơn vị tính khối lượng của kim cương, là sự tồn tại giúp cho những viên kim cương mang tên SEVENTEEN tỏa sáng. Như đúng ý nghĩa của Carat, con số của nó càng lớn thì giá trị lại càng cao. Như vậy nếu so với hình ảnh của fandom thì số lượng càng ngày nhiều sẽ làm cho SEVENTEEN ngày càng được quý trọng, giá trị hơn.

## Lịch sử

### Trước khi ra mắt
Năm 2013, công ty Pledis bắt đầu phát sóng một chương trình trực tiếp có tên Seventeen TV trên ứng dụng phát video trực tuyến UStream . Trong suốt thời gian lên sóng, người hâm mộ đã được mời đến phòng tập của SEVENTEEN để tận mắt theo dõi quá trình thực tập của họ. Các thực tập sinh lần được ra mắt công chúng qua các mùa phát sóng của chương trình , một số thực tập sinh khác lại kết thúc quá trình đào tạo của họ sau các concert "Like Seventeen".
Ngày 19 tháng 2 năm 2015, Pledis hé lộ teaser cho chương trình thực tế của SEVENTEEN có tên "Seventeen Project": Debut Big Plan" trên kênh truyền hình MBC . Tập đầu tiên được phát sóng vào 2 tháng 5 và tập cuối vào 26 tháng 5 là một debut showcase trình chiếu trực tiếp do Lizzy và Raina của After School làm MC .

### 2015: Ra mắt với 1st mini album "17 Carat"và 2nd mini album "Boys Be"

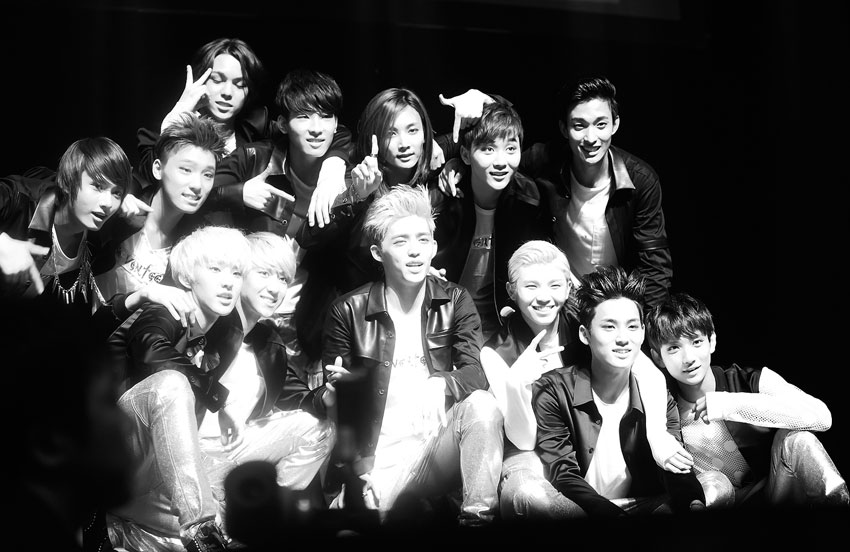
Seventeen trong showcase ra mắt vào tháng 5 năm 2015

SEVENTEEN chính thức debut vào ngày 26 tháng 5 năm 2015. Đây là nhóm nhạc Hàn đầu tiên được ra mắt qua một showcase trực tiếp kéo dài 1 tiếng của kênh truyền hình lớn MBC, do Lizzy và Raina của After School làm MC . Ba ngày sau, mini album 17Carat cùng MV của bài hát chủ đề Adore U (아낀다) cũng lần lượt được ra mắt. Đáng chú ý, mini album đầu tay được sáng tác, viết lời, sản xuất bởi chính các thành viên trong nhóm, được lên kệ vào 2 tháng 6 . Mặc dù đến từ một công ty nhỏ nhưng sau 1 tuần, "17 Carat" đã được lọt vào BXH Album Thế giới của Billboard , trụ hạng 8 và 9 trong tổng cộng 11 tuần. Tại Hàn, album lần đầu đạt hạng 8 và dần leo vọt lên hạng 4 trên BXH Album Gaon, hạng 3 trong hạng mục album trong nước.
Ngày 31 tháng 8, SEVENTEEN bắt đầu hé lộ teaser cho mini album thứ hai "Boys Be" trên các phương tiện truyền thông, mạng xã hội. Tracklist cùng 2 phiên bản khác nhau của album được ra mắt vào 3 tháng 9, MV của bài hát chủ đề Mansae (만세)  vào 10 tháng 9. Album lại được sản xuất, sáng tác, viết lời bởi chính các thành viên trong nhóm. Lượng pre-order cán mốc 30.000 bản, đạt hạng 2 trên BXH Gaon và hạng 1 trên BXH Album toàn Thế giới.. Vào ngày 4 tháng 12, đĩa đơn kĩ thuật số mang tên "Q&A" được phát hành bởi S.Coups, Woozi và Vernon, với sự góp giọng của Ailee. Bài hát được sáng tác vào năm trước bởi thành viên Woozi, trước khi nhóm ra mắt.
SEVENTEEN tổ chức một số concert mang tên 2015 Like Seventeen – Boys Wish từ 24 đến 26 tháng 12 như một sự kiện cuối năm tại Yongsan Art Hall ở Seoul và vé của buổi concert bán hết sạch chỉ trong vòng 1 phút. Sau sự thành công của concert trước, nhóm lại tổ chức hai buổi concert tiếp theo vào ngày 13 và 14 tháng 2 tên Like Seventeen – Boys Wish Encore Concert và bán hết vé trong vòng 5 phút. Và trong buổi concert thứ hai nhóm đã công bố tên fanclub chính thức.

### 2016: 1st full album & repackage "Love & Letter", chuyến lưu diễn châu Á và 3rd mini album "Going Seventeen"
Vào ngày 24 tháng 4 năm 2016, SEVENTEEN comeback trên sân khấu MelOn, được chiếu trực tiếp trên kênh 1theK. Ngay tối hôm đó, công ty đã cho ra lò MV "Pretty U" (예쁘다, Romaja: Yeppeuda)  và ngày hôm sau, ngày 25 tháng 4 năm 2016, full album "Love&Letter" chính thức lên kệ gồm hai bản là bản Love và bản Letter. Album lần này đều được các thành viên trong nhóm sản xuất, viết lời, biên đạo. Chỉ sau tuần đầu tiên phát hành, album đã bán được hơn 80,000 bản chưa tính lượng pre-order. Đặc biệt là vào ngày 4 tháng 5 năm 2016, SEVENTEEN đã giành được chiến thằng đầu tiên trên Show Champion và một tuần sau đó, ngày 11 tháng 5, nhóm đã đạt chiến thắng thứ hai cũng trên Show Champion.
Vào ngày 13 tháng 5, SEVENTEEN thông báo nhóm sẽ biểu diễn ở 8 quốc gia, trong đó có Singapore, Úc và Trung Quốc từ 13 tháng 8 đến 11 tháng 9 trong tour diễn đầu tiên của mình '1st Asia Tour 2016'. Tiếp đó vào ngày 8 tháng 6, nhóm lại có một thông báo sẽ tổ chức một tour ở tại Nhật Bản tại Osaka và Tokyo trước tour diễn vòng quanh châu Á của nhóm
. Album phòng thu đầu tiên của Seventeen "Love&Letter" được tái phát hành dưới tên "아주 Nice" (Very Nice, Romaja: Aju Nice) với hai phiên bản là "REGULAR VERSION" (bản thường) và "SPECIAL EDITION" (bản đặc biệt), phát hành vào ngày 4 tháng 7 năm 2016. Nhóm quảng bá ca khúc chủ đề "아주 Nice" trong 3 tuần và sau đó bắt đầu tour lưu diễn quanh châu Á, bắt đầu là 2 show diễn diễn ra trong 2 ngày và nhóm đã nhắn gửi các fan tại Hàn rất ngọt ngào: "Bọn mình sẽ về nhanh thôi. Hãy chờ chúng mình nhé!" và trong đó có các nước như Thái Lan, Myanmar, Indonesia, Úc, Trung Quốc, Nhật Bản,... Chuyến lưu diễn đã để lại ấn tượng vô cùng sâu sắc cho các CARAT. Vé được bán hết chỉ trong vòng 1 phút. Điều đó chứng tỏ mức độ yêu quý của fan nước ngoài đối với 13 chàng trai.
Ngày 1 tháng 11, nhóm nhỏ Hip hop phát hành bài hát "Check-In" để quảng bá cho mini album thứ ba của nhóm - "Going Seventeen" và quảng bá với ca khúc chủ đề "BOOMBOOM (붐붐)", được dự kiến phát hành vào ngày 5 tháng 12 năm 2016 với ba phiên bản: Make a Wish, Make it Happen và Make the Seventeen.
Tại giải thưởng danh giá MAMA 2016, nhóm đã được đề cử vào hạng mục "Nhóm nhạc nam có màn trình diễn vũ đạo đẹp nhất" cùng với các tiền bối EXO, BTS, GOT7, VIXX. Và còn vinh dự hơn, nhóm đã được đề cử vào 1 trong 3 hạng mục giải thưởng danh giá nhất " Bài hát của năm" cùng với các tiền bối như Beast, Taeyeon (Girls' Generation), BTS, EXO,... Đây là bước tiến không hề tồi với một nhóm nhạc chỉ mới ra mắt được 1 năm như Seventeen.

### 2017: Buổi hòa nhạc tại Nhật Bản:Say The Name #Seventeen, 4th mini album "Al1", chuyến lưu diễn toàn cầu đầu tiênDiamond EdgevàTeen, Age

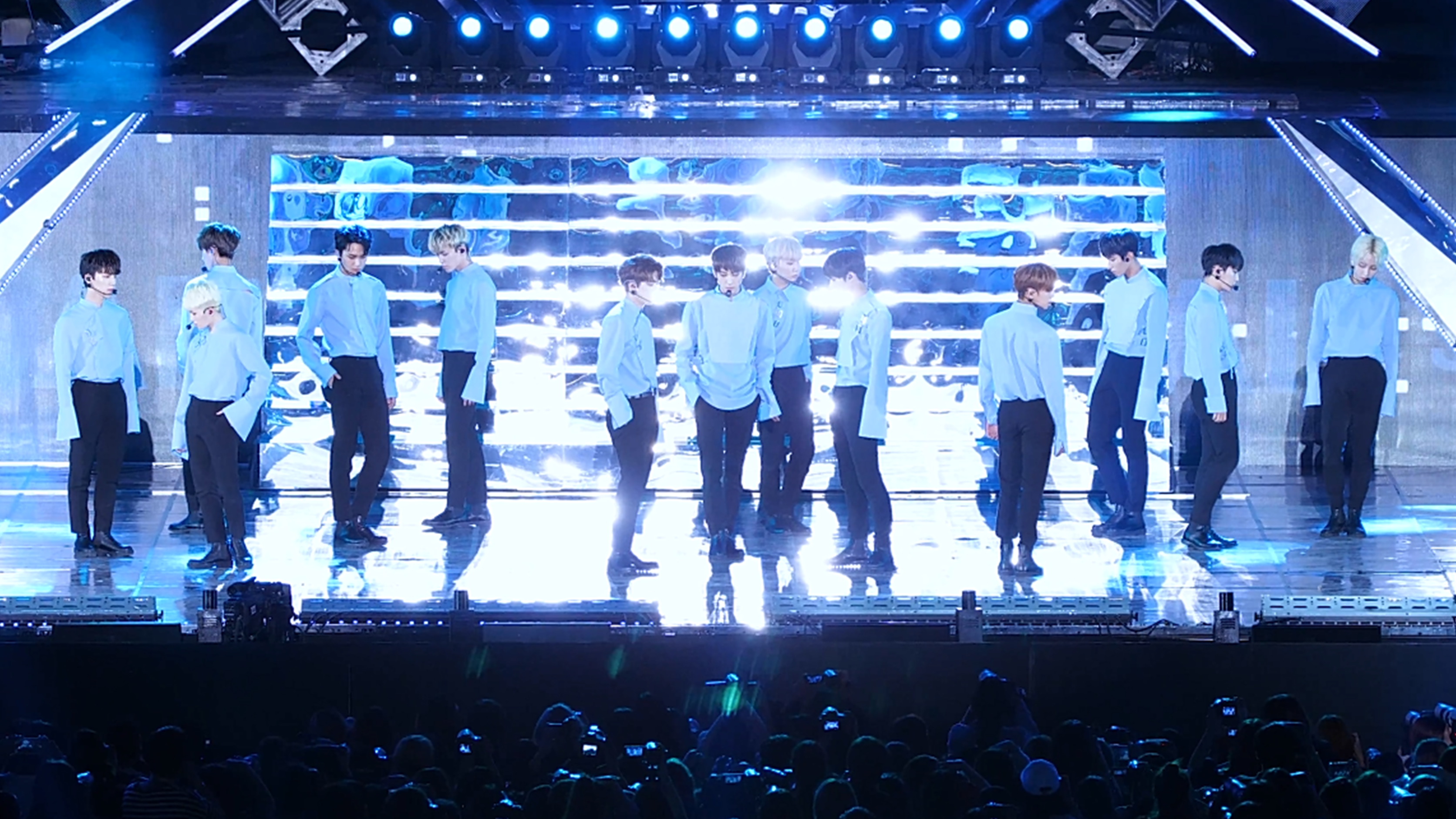
Seventeen biểu diễn "Don't Wanna Cry" tại Dream Concert năm 2017

Seventeen đã tổ chức 6 buổi hòa nhạc tại Nhật Bản từ ngày 15 đến 24 tháng 2 năm 2017 với tên gọi 17 Japan Concert: Say The Name #Seventeen. Các buổi hòa nhạc đã thu hút tổng cộng 50.000 khán giả mặc dù nhóm chưa chính thức ra mắt tại Nhật.
Vào ngày 23 tháng 2, kết hợp cùng đài Music On! TV, MBC thông báo Seventeen sẽ xuất hiện trong chương trình One Fine Day lần thứ hai và chương trình được chiếu vào ngày 1 tháng 4. Seventeen là nhóm nhạc đầu tiên tham gia hai lần trong One Fine Day.
Mini album thứ tư "Al1" của nhóm được ra mắt vào ngày 22 tháng 5 năm 2017 và đã bán được hơn 190.000 bản trong tuần đầu tiên. Sau khi quảng bá cho ca khúc chủ đề trong mini album là "Don't Wanna Cry (울고 싶지 않아)", Seventeen sẽ chuẩn bị cho chuyến lưu diễn ở 13 thành phố gồm Seoul, Saitama, Bangkok, Hongkong, Chicago, Dallas, Toronto, New York, Kuala Lumpur, Jakarta, Singapore, Đài Bắc và Manila.
Vào ngày 6 tháng 11, SEVENTEEN đã ra mắt full album thứ hai mang tên Teen, Age với bài hát chủ đề "Clap (박수)". Hiện nay album đã bán được gần 400.000 bản.
Tại MAMA 2017, nhóm đã đoạt giải "Nhóm nhạc nam có màn trình diễn vũ đạo đẹp nhất" cho Don't Wanna Cry.

### 2018:Album đặc biệt "Director's Cut", ra mắt nhóm nhỏ mới, Japan Arena Tour 2018, mini album tiếng Nhật đầu tiên "We Make You", buổi hòa nhạcIdeal Cutvà 5th mini album "You Make My Day"
Vào ngày 5 tháng 2 năm 2018, SEVENTEEN ra mắt ca khúc "Thanks (고맙다)" nằm trong album đặc biệt Director's Cut. Album này, như thành viên Woozi đã nói trên chương trình Weekly Idol, là để dành tặng các fan - CARAT đã ủng hộ nhóm trong suốt một năm qua.
Ngày 21 tháng 3 năm 2018, nhóm nhỏ mới BooSeokSoon (BSS) ra mắt với ca khúc "Just Do It (거침없이)". Nhóm có đội hình gồm 3 thành viên Hoshi, DK và Seungkwan. Tên nhóm được ghép bởi họ và tên đệm của các thành viên với nhau.
Seventeen đã tổ chức Japan Arena Tour 2018 trong khoảng 3 tuần tại Yokohama, Osaka, Nagoya thu hút khoảng 60.000 khán giả mặc dù chưa chính thức debut tại Nhật. Tại đây, trưởng nhóm S.Coups công bố nhóm sẽ chính thức debut tại Nhật vào ngày 30 tháng 5 năm 2018 với album " WE MAKE YOU " cùng bài hát chủ đề là " CALL CALL CALL! ". Nhóm đã tổ chức một triển lãm đặc biệt mang tên "17's Cut - The Shining Moments, From The 3 Years That Seventeen and Carat Spent Together" vào ngày 26 tháng 5, nhân dịp kỷ niệm 3 năm thành lập nhóm.
Seventeen cũng đã tổ chức buổi hòa nhạc Ideal Cut tại Seoul trong 4 ngày 28 tháng 6, 29 tháng 6, 30 tháng 6 và 1 tháng 7. Nhóm đồng thời cũng thông báo sẽ tiếp tục tổ chức các buổi hòa nhạc tại 7 thành phố khác nhau trong châu Á: Hồng Kông, Saitama, Kuala Lumpur, Jakarta, Singapore, Manila và Đài Bắc trong khoảng từ cuối tháng 8 đến đầu tháng 10 năm 2018.
Ngày 16 tháng 7, Seventeen đã ra mắt mini album thứ 5 "You Make My Day" với ca khúc chủ đề "Oh My! (어쩌나)".
Tại MAMA được tổ chức tại Hồng Kông, nhóm giành được giải thưởng "OST hay nhất" cho "A-TEEN" và "Nhóm nhạc nam có màn trình diễn vũ đạo đẹp nhất"  cho "Oh My!"

### 2019:6th mini album "You Made My Dawn", đĩa đơn tiếng Nhật đầu tiên "Happy Ending", đĩa đơn kỹ thuật số "Hit", chuyến lưu diễn quốc tế thứ haiOde to Youvà 3rd full album"An Ode"
SEVENTEEN đã ra mắt mini album thứ 6 You Made My Dawn với bài hát chủ đề "Home" vào ngày 21 tháng 1 năm 2019. Ca khúc chủ đề "Home" đã giành được 10 chiến thắng trên các chương trình âm nhạc Music Bank, Inkigayo, M Countdown, Show! Music Core and Show Champion, trong đó có 3 chiến thắng liên tiếp trên M Countdown và Music Bank. Đây cũng là album phá kỉ lục số lượng album bán ra trong tuần đầu của nhóm tính từ ngày ra mắt. (338,153 bản trong tuần đầu tiên)
Vào ngày 29 tháng 5 năm 2019, SEVENTEEN sẽ cho ra mắt đĩa đơn Nhật đầu tiên "Happy Ending"
Ngày 5 tháng 8, SEVENTEEN phát hành đĩa đơn nhạc số đầu tiên "Hit", đĩa đơn giới thiệu trước cho full album thứ 3 của SEVENTEEN được phát hành vào ngày 16 tháng 9.
Ngày 30 tháng 8, SEVENTEEN bắt đầu chuyến lưu diễn thế giới thứ hai "ODE TO YOU"
Vào 18 giờ (KST) ngày 16 tháng 9, nhóm ra mắt full album thứ 3 "An Ode" với bài hát chủ đề là "독: Fear". Bài hát thể hiện khía cạnh u tối nhất của nhóm từ trước đến nay. "독: Fear" là một ca khúc R&B với tiếng bass nặng hòa cùng với giọng của các thành viên.
Full album " An Ode" đã lập nhiều thành tích cho Seventeenː
- Top 3 nhóm có doanh số bán đĩa nhiều nhất trong 1 tuần, sau EXO, BTS.
- Là album đầu tiên bán được hơn 700.000 bản.
- Đứng thứ 6 trong các album có doanh số bán chạy nhất trong tuần đầu tiên.
- Trở thành 1 trong 3 nhóm có doanh số bán đĩa đạt hơn 700.000 bản trong tuần đầu tiên.
- Bán được hơn 1 triệu album chỉ trong tháng 9.
- Ra mắt ở vị trí đầu tiên trên bảng xếp hạng iTunes toàn cầu và đứng đầu trên iTunes của 24 quốc gia.
- "독: Fear " lọt vào top thịnh hành toàn cầu.

Ngày 13 tháng 11 công bố Dome-tour đầu tiên tại Nhật, sẽ được diễn ra tại Tokyo Dome, Fukuoka Dome và Kyocera Dome Osaka.

### 2020: Đĩa đơn tiếng Nhật thứ hai "Fallin' Flower", 7th mini album"Heng:garæ", album đặc biệt "; (Semicolon)"
Ngày 3 tháng 3 năm 2020, trưởng nhóm S.Coups thông báo sẽ hoạt động lại cùng nhóm sau một thời gian nghỉ ngơi trên kênh V Live của nhóm.

Ngày 9 tháng 3, SEVENTEEN ra mắt bài hát chủ đề "Fallin' Flower" nằm trong đĩa đơn Nhật thứ 2 cùng tên của nhóm thông qua chương trình radio "School of Lock!" và phát MV vào ngày 24 tháng 3.

Single Falling Flower

Ngày 1 tháng 4, đĩa đơn "Fallin' Flower" chính thức phát hành tại Nhật Bản, với 239.038 bản được bán ra trong ngày đầu tiên, đứng đầu BXH Oricon.
Vào ngày 13 tháng 5, SEVENTEEN đã phát hành "Hit The Road", đây là một bộ phim tài liệu đã theo chân nhóm phía sau hậu trường trong chuyến lưu diễn "Ode to You".
Ngày 12 tháng 6, SEVENTEEN ra mắt MV ca khúc B-side "My My" để mở đường cho comeback vào ngày 22/6 của nhóm.
Ngày 22 tháng 6, nhóm ra mắt mini album thứ 7 "Heng:garæ" với bài hát chủ đề là "Left & Right", đem về cho nhóm các thành tích:
- Đạt 1 triệu bản sau 5 ngày mở bán.
- Trở thành nghệ sĩ thứ 2 cán mốc 1 triệu bản ngay trong tuần đầu tiên phát hành trên bảng xếp hạng Hanteo.
- Thông qua album lần này SEVENTEEN trở thành nghệ sĩ nước ngoài đầu tiên sau gần 50 năm đạt vị trí đầu tiên trên bảng xếp hạng Oricon trong 3 năm liên tiếp sau You Make My Dawn (4 tháng 2, tính vào 2018) và An Ode (14 tháng 10).[32]

Vào ngày 9 tháng 9, SEVENTEEN đã phát hành mini album tiếng Nhật thứ hai của họ, 24H. Họ là nhóm thứ ba đạt vị trí số 1 trên Bảng xếp hạng album hàng tuần của Oricon với bốn album liên tiếp, thành tích đạt được lần cuối vào năm 1977 bởi ban nhạc pop rock người Scotland Bay City Rollers, Vào ngày 9 tháng 10, 24H đã đạt được chứng nhận bạch kim từ RIAJ vì đã bán được hơn 250.000 bản.
Ngày 19 tháng 10, nhóm ra mắt MV "HOME;RUN" và album ; (Semicolon). Album này đã gây chú ý trước khi phát hành sau khi có thông tin rằng hơn một triệu bản đã được bán trong các đơn đặt hàng trước, là album thứ hai của nhóm đạt mốc một triệu bản.

### 2021:Your Choice, gia hạn hợp đồng, 9th mini album 'Attacca'
Vào ngày 7 tháng 1 năm 2021, Seventeen ra mắt truyền hình Hoa Kỳ trên chương trình The Late Late Show with James Corden. Ngày 13 tháng 1, nhóm xuất hiện trong chương trình The Kelly Clarkson Show. Ngày 1 tháng 4, nhóm xuất hiện trên chương trình The Ellen DeGeneres Show.
Vào ngày 2 tháng 4, đĩa đơn "Spider" của thành viên Hoshi được phát hành. Vào ngày 21 tháng 4, SEVENTEEN phát hành đĩa đơn tiếng Nhật thứ ba "Not Alone". Vào ngày 14 tháng 5, "Not Alone" đã nhận được chứng nhận bạch kim kép chính thức từ RIAJ sau khi bán được hơn 500.000 bản và đã củng cố vị trí của họ như một nhóm nhạc hàng đầu toàn cầu. Hơn nữa, với lượng tiêu thụ của "Not Alone", SEVENTEEN đã lập kỷ lục mới khi trở thành nam nghệ sĩ nước ngoài đầu tiên trong lịch sử vượt qua con số 200.000 doanh thu tuần đầu tiên với ba đĩa đơn tiếng Nhật liên tiếp, từ đĩa đơn đầu tiên "Happy Ending" cho đến đĩa đơn mới nhất. "Not Alone". Họ đã chứng minh sự nổi tiếng của mình ở Nhật Bản bằng cách thống trị bảng xếp hạng bán đĩa đơn hàng tuần của Billboard Nhật Bản 'JAPAN Top Singles Chart', bảng xếp hạng bài hát toàn diện 'JAPAN Hot 100', và giành vị trí đầu tiên trong Oricon Daily và Weekly Singles Chart. Đĩa đơn cũng đứng thứ nhất trong 10 khu vực của Bảng xếp hạng bài hát iTunes trên toàn thế giới.
SEVENTEEN đã công bố dự án Power of 'Love'. Mở đầu cho dự án, Seventeen đã phát hành single digital single của hai thành viên của hip-hop unit, Wonwoo và Mingyu, với tựa đề "Bittersweet (Feat. Lee Hi)" vào ngày 28 tháng 5.
Ngày 18 tháng 6, nhóm ra mắt MV "Ready to love"  và cho ra mắt mini album thứ 8 "Your Choice". Các thành tích mà mini album lần này mang lại:
- Doanh thu ngày đầu của Album 'Your Choice' cán mốc 881.787 bản.
- Đạt 1.000.000 bản sau 4 ngày mở bán.
- Bán được 1.364.127 bản trên BXH Hanteo trong tuần đầu tiên.
- Xếp hạng 15 trên bảng xếp hạng Billboard 200.

Ngày 19 tháng 7, công ty quản lý của nhóm đã đưa ra thông báo rằng tất cả 13 thành viên đều thống nhất tiếp tục ký hợp đồng với công ty (sau khi bàn bạc, thảo luận trước khi hợp đồng kết thúc 1 năm) dưới sự tín nhiệm cũng như đoàn kết, đồng lòng giữa các thành viên.
Album "Attacca" nằm trong dự án "Power of Love" của Seventeen trong năm 2021, là câu chuyện tình yêu nối tiếp với mini album thứ 8 "Your Choice" phát hành trước đó. Thông qua dự án "Power of Love" năm 2021, Seventeen muốn truyền tải đến người hâm mộ những khoảnh khắc đa dạng của tình yêu cùng với những tình cảm đa sắc màu và thẳng thắn mà mọi người có thể đối diện trong cuộc sống
SEVENTEEN tạo nên kỷ lục khủng với lượng đặt trước album mới mang tên 'Attacca'
- Mini album thứ 9 của nhóm nhạc nam 13 thành viên SEVENTEEN mang tên "Attacca" đã vượt 1,41 triệu đơn đặt hàng trước chỉ trong một ngày kể từ khi mở hàng. Điều này chứng tỏ sức hút không thể coi thường của fandom SEVENTEEN.
- "Attacca" đã lập kỷ lục đơn đặt hàng trước cho SEVENTEEN với con số vượt qua lượng đặt trước của album thứ tám mang tên "Your Choice" là 1,364,127. Với tốc độ này, SEVENTEEN có khả năng đạt được album bán trên triệu bản thứ 5 trong sự nghiệp của mình.

Ngày 22/10/2021 chính thức cho ra mắt MV "Rock with you" nằm trong mini album thứ 9 "Attacca". Những thành tích Album lần này mang lại
- Nhạc số: #1 MelOn realtime, #2 Genie, #2 Bugs, #4 MelOn top 100.
  1. 1 Gaon(HQ), #1 Oricon, #1 Billboard(NB), #13 Billboard 200(Mỹ), #26 Offizielle Deutsche Charts(Đức), #62 Dutch Album(Hà Lan), #69 Schweizer Hitparade CChart (Thụy Sĩ)
- No25 MelOn Daily với thành tích này đưa SEVENTEEN trở thành boygroup có thứ hạng cao thứ nhì trong năm 2021
- Đạt 8,3M views sau 24h phát hành phá vở kỷ lục trước đó của MV HOME;RUN (6,6 M views)
- Doanh thu ngày đầu của Album 'Attacca' cán mốc 491,139 bản
- Đạt 1.335.862 bản bán ra tuần đầu tiên trên Hanteo và đạt 1M bản bán ra  chưa đầy 5 ngày mở bán trên Hanteo.
- Đứng #6 lịch sử bán album tốt trên Hanteo ( #5 Your Choice) Là album thứ 3 của nhóm bán hơn 1M bản trong tuần đầu tiên phát hành trên Hanteo sau "Heng:garae" và "Your Choice"
  1. 1 BXH Gaon tháng 10. với lượng bán ra của Album là 1.968.829 bản

Woozi, DK và Seungkwan với OST "Hospital Playlist Season 2" cùng bài hát "Is It Still Beautiful".

### 2022: 4th full album "Face the Sun" và world tour "Be the Sun"
Ngày 25 tháng 2, thành viên Vernon đã góp giọng trong bài hát "Beg For You" của Charli XCX cùng với A.G.Cook và Rina Sawayama. Ngày 27 tháng 2, Dokyeom đã hát OST cho phim truyền hình "Twenty five -Twenty one" với bài hát "Go!". Ngày 28 tháng 6, OST phim truyền hình "Link: Eat, Love, Kill" đã được ra mắt với bài hát "Pit a Pat".
Ngày 15 tháng 4, SEVENTEEN cho ra mắt đĩa đơn tiếng Anh đầu tiên với bài hát "Darl+ing". Tiếp đến sau đó, vào ngày 27 tháng 5, nhóm đã ra mắt full album thứ 4 "Face the Sun", sự trở lại lần này đã rất thành công khi mà lượng Pre-ord album lên đến 2 triệu bản trong tuần đầu mở bán và trở thành nghệ sĩ thứ hai trong lịch sử Kpop lập được kỉ lục này (sau BTS). Trong nửa ngày sales đầu tiên,"Face the Sun" đạt hơn 1.758.565 bản bán ra trên Hanteo và cán mốc 2 triệu trong tuần đầu ngay sau đó. Đây là album có lượng tiêu thụ ngày đầu cao nhất của năm 2022. Ngoài ra thì "Face the Sun" còn lọt vào BXH Billboard 200 với #7, đây cũng là lần đầu nhóm đạt Top 10 trong BXH này. Sự trở lại lần này của các chàng trai vô cùng rực lửa trong MV "HOT" khi mà chỉ trong 24h đầu nhóm đã đạt 15,677,719 views, gấp đôi MV "Rock with you" với 8,334,454 views và đây cũng chính là MV đạt kỉ lục lượt xem cao nhất trong 24h đầu của SEVENTEEN.
- "Face the Sun" đạt 2 triệu bản trên Hanteo (Kiếm được tổng cộng 44.000 unit album tương đương trong tuần kết thúc vào ngày 9/6).
- Đứng #7 Billboard 200.
- Trở thành nghệ sỹ có doanh số album 2 triệu bản ngày đầu thứ hai trong lịch sử Kpop.

### 2023: 10th mini album  "FML" - "Super" & 11th mini album "SEVENTEENTH HEAVEN" - "God of Music". Tour Nhật Bản, Châu Á "FOLLOW", S.Coups và Jeonghan đã đưa tin bị chấn thương và không tham gia với hoạt động nhóm.
Album "FML" của SEVENTEEN vượt mốc 4 triệu bản trên bảng xếp hạng Hanteo. Trong tuần đầu tiên phát hành, từ ngày 24 đến ngày 30 tháng 4, mini album thứ 10 của SEVENTEEN "FML" đã vượt qua tổng cộng 4.550.214 bản được bán hết. Thành tích này đã phá kỷ lục album tiếng Hàn bán chạy nhất trên Hanteo.
Ngoài việc lập kỷ lục mới về doanh số tuần đầu tiên cao nhất trên Hanteo, album này còn lập kỷ lục mới về tổng doanh số cao nhất trong số tất cả các album. "FML" của SEVENTEEN Vượt mốc 4 triệu bản + Trở thành Album K-pop đầu tiên đạt được kỳ tích.
Vào ngày 5/7, nhà phân phối album YG PLUS thông báo mini album thứ 10 của SEVENTEEN - FML đã chính thức bán được hơn 6,2 triệu bản sau 2 tháng phát hành.
Với thành tích này, SEVENTEEN đã lập nên kì tích, trở thành nghệ sĩ K-Pop đầu tiên trong lịch sử tẩu tán được hơn 6 triệu bản cho một album, đồng thời FML cũng là album Hàn Quốc bán chạy nhất mọi thời đại.
Vào ngày 10/8, S.Coups dính chấn thương khi tiếp đất trong một trận đấu bóng lúc đang quay phim. Anh chàng ngay lập tức được đưa đến bệnh viện để trải qua một cuộc kiểm tra y tế toàn diện bao gồm cả chụp MRI. Khi khám, bác sĩ xác định dây chằng chéo trước (ACL) ở đầu gối trái của S.Coups đã bị rách. Anh phải trải qua các điều trị y tế cần thiết trước khi được phẫu thuật.
Đến ngày 24/8, công ty quản lý PLEDIS Entertainment đã cung cấp thông tin cập nhật về chấn thương của S.Coups cũng như các hoạt động trong tương lai của anh.
Mặc dù không trực tiếp tham gia vào hoạt động quảng bá của nhóm nhưng S.Coups vẫn cập nhật thông tin cho người hâm mộ thông qua Weverse. Đặc biệt, anh còn chia sẻ thông tin về chấn thương của mình và tương tác với các thành viên. Hoshi thậm chí còn chia sẻ bức ảnh một số thành viên gọi video cho S.Coups khi họ ở Nhật Bản.
Đồng thời SEVENTEEN sẽ xác nhận comeback vào ngày 23/10, mini album thứ 11 của SEVENTEEN "SEVENTEENTH HEAVEN" với bài hát chủ đề mang tên "God of Music (음악의 신)"
Công ty PLEDIS Entertainment ngày 14/12 cho biết Jeonghan vào sáng cùng ngày đã trải qua một cuộc phẫu thuật mắt cá chân do di chứng của lần chấn thương cũ tái phát nặng. Ca phẫu thuật đã diễn ra thành công và anh hiện đang nghỉ ngơi hồi sức. Do cần có thời gian tập trung hồi phục và điều trị chấn thương, ưu tiên hàng đầu đến sức khỏe của nghệ sĩ, nên Jeonghan sẽ không thể tham gia các hoạt động nhóm trong một thời gian, bao gồm chuyến lưu diễn "FOLLOW" ở Nhật Bản và châu Á của SEVENTEEN. Công ty cam kết sẽ nỗ lực hết sức để Jeonghan có thể nhanh chóng gặp lại người hâm mộ càng sớm càng tốt.
Trước đó vào tháng 8, trưởng nhóm S.Coups cũng bị chấn thương ở đầu gối khi đang ghi hình một sự kiện, phải phẫu thuật gấp và tạm dừng hoạt động nhóm, hiện vẫn đang trong quá trình điều trị phục hồi.
Trong lễ trao Giải thưởng nghệ sĩ châu Á (AAA) 2023 vào tối ngày 14/12, SEVENTEEN đã nhận được Giải thưởng lớn Daesang "Album của năm", các thành viên đã nhắc đến S.Coups và Jeonghan, mong rằng hai người sẽ sớm hồi phục và hoạt động trở lại trong năm tới.

### 2024: S.Coups và Jeonghan sẽ quay trở lại hoạt động cùng nhóm vào tháng 3 với 'FOLLOW' AGAIN TO INCHEON, comeback với best album "17 IS RIGHT HERE", tiếp tục 'FOLLOW' AGAIN TO JAPAN, 9 năm debut, unit JxW debut với single đầu tiên "THIS MAN"
Công ty PLEDIS Entertainment thông báo S.Coups và Jeonghan sẽ tiếp tục lịch trình với SEVENTEEN TOUR 'FOLLOW' AGAIN TO INCHEON và các hoạt động khác dự kiến từ tháng 3, đồng thời thường xuyên theo dõi tình trạng sức khỏe của mình cùng các chuyên gia y tế. Tour ở Incheon sẽ bắt đầu từ ngày 30/3 - 31/3. Như lời Hoshi đã thông báo ở "FOLLOW" AGAIN TO INCHEON ngày 30/3, thì SEVENTEEN sẽ xác nhận comeback vào ngày 29/4 với best album "17 IS RIGHT HERE" với bài hát đã được công bố vào ngày 18/4 mang tên "MAESTRO". Với công ty PLEDIS Entertainment đã thông báo thêm chuyến lưu diẽn ở Seoul "FOLLOW" AGAIN TO SEOUL vào ngày 27/4-28/4 và bài hát chủ đề "MAESTRO" đã được diễn trước khi phát hành.
Sau đó là concert tại sân vận động Yanmar Nagai ở Osaka và sân vận động Nissan ở Kanagawa (Nhật Bản), lần lượt diễn ra ngày 18-19.5 và 25-26.5. Đáng chú ý, sân vận động Nissan ở Kanagawa là sân vận động lớn nhất Nhật Bản, có sức chứa khoảng 70.000 khán giả. Seventeen sẽ là nhóm nhạc nam Kpop thứ 2 trong lịch sử tổ chức buổi hòa nhạc ở sân vận động này, sau TVXQ.
PLEDIS Entertainment cho biết trong thông cáo báo chí: "Chúng tôi đã chuẩn bị chuyến lưu diễn encore như một lời tri ân đối với CARAT, những người đã thể hiện tình yêu dành cho nhóm. Xin hãy chờ đợi màn trình diễn tuyệt vời nhất của SEVENTEEN tại buổi hòa nhạc". Tuy nhiên, ngay khi lịch trình được công bố, nhiều khán giả Hàn Quốc đã bày tỏ sự phẫn nộ khi SEVENTEEN sẽ tổ chức concert cuối của chuyến lưu diễn tại Nhật Bản, vào đúng ngày kỷ niệm 9 năm ra mắt của nhóm tại Hàn Quốc.
Và 2 thành viên Jeonghan và Wonwoo sẽ debut unit mới "JxW", ra mắt album single đầu tay mang tên "THIS MAN" với bài hát chủ đề "어젯밤 (Last night) (Guitar: Park Juwon)" cùng với 2 bài hát solo "Beautiful Monster (Jeonghan)" và "휴지통 (Leftover) (Wonwoo)", cả 2 sẽ ra mắt vào ngày 17/6.

### 2024: Hoạt động tiếp theo trong nửa cuối năm 2024, fan meeting thứ 8 "CARAT LAND" và hoạt động của 2 thành viên Jeonghan và Jun
Công ty PLEDIS Entertainment thông báo SEVENTEEN đã hoàn thành thành công các hoạt động của mình và chuyến lưu diễn sân vận động với album hay nhất của họ vào mùa xuân năm ngoái, và hiện tại họ đang nỗ lực để ra mắt mini album thứ 12 vào tháng 10 này. SEVENTEEN sẽ gặp gỡ các CARAT và biểu diễn các bài hát mới trong mini album thứ 12 của họ trong chuỗi chuyến lưu diễn thứ 5 mang tên SEVENTEEN [RIGHT HERE] WORLD TOUR, sẽ được tổ chức trên khắp Hàn Quốc, Hoa Kỳ và Châu Á. Họ cũng sẽ thực hiện một chuyến lưu diễn mái vòm và phát hành một album đơn ở Nhật Bản. Các thành viên của SEVENTEEN quyết tâm kết nối với các CARAT từ các khu vực khác nhau thông qua âm nhạc và các buổi biểu diễn của họ. Hãy gửi tình yêu và sự ủng hộ của bạn đến SEVENTEEN, nhóm sẽ trở lại với một bản phát hành mới và một chuyến lưu diễn vòng quanh thế giới sau hai năm. Chúng tôi sẽ cung cấp thêm thông tin về album và chuỗi buổi hòa nhạc thông qua các thông báo riêng trong tương lai gần.
Vào ngày 23-24/7, SEVENTEEN dự kiến tham dự fan meeting thứ 8 "CARAT LAND" tạm thời cuối cùng với tư cách đầy đủ 13 thành viên. Nhưng 2 thành viên đã có thông báo riêng:
Jeonghan sẽ hoàn thành nghĩa vụ quân sự vào nửa cuối năm 2024. Mặc dù đã quay hầu hết các nội dung có thể trước, nhưng anh ấy sẽ không thể tham gia các hoạt động quảng bá cho mini album thứ 12 và SEVENTEEN [RIGHT HERE] WORLD TOUR, dự kiến bắt đầu vào tháng 10. Jeonghan vẫn có thể gặp gỡ CARAT thông qua sự kiện ký tặng người hâm mộ đã thông báo trước đó và Lollapalooza Berlin. Thông tin chi tiết hơn về nghĩa vụ quân sự của Jeonghan sẽ được cung cấp sau trong một thông báo riêng.
Sau khi thảo luận kỹ lưỡng với Jun và các thành viên khác của SEVENTEEN, chúng tôi đã quyết định rằng Jun sẽ theo đuổi diễn xuất và các cơ hội khác tại Trung Quốc trong nửa cuối năm nay. Giống như Jeonghan, Jun đã hoàn thành việc quay nội dung có thể được chuẩn bị trước. Tuy nhiên, do trùng với lịch quay phim tại địa điểm, Jun sẽ không thể tham gia Lollapalooza Berlin, các buổi biểu diễn âm nhạc cho mini album thứ 12 và SEVENTEEN [RIGHT HERE] WORLD TOUR. Jun quyết tâm tham gia các hoạt động nhóm của SEVENTEEN và mặc dù không thể tham gia chuyến lưu diễn vòng quanh thế giới, Jun sẽ tham gia nhiều nhất có thể vào các lịch trình có sự tham gia của CARAT.
các CARAT thông cảm và ủng hộ Jeonghan hoàn thành nghĩa vụ quân sự một cách khỏe mạnh và các dự án sắp tới của Jun. Hãy tiếp tục thể hiện tình yêu của các bạn dành cho SEVENTEEN và đón chờ các hoạt động sắp tới của SEVENTEEN trong năm nay.
Mini album thứ 12 chính thức phát hành vào ngày 14/10 được mang tên 'SPILL THE FEELS' với bài hát chủ đề kết hợp với DJ Khaled được mang tên "LOVE, MONEY, FAME", đây là album Jeonghan đã chuẩn bị trước khi đi nhập ngũ. Bài hát chủ đề "LOVE, MONEY, FAME" đã phát hành công bố trước ở <RIGHT HERE> WORLD TOUR IN GOYANG, còn về bài b-side "Eyes on you" phát hành MV vào ngày 21/10 (tức là ngày 20/10). MV vẫn đủ 13 thành viên.

### 2025: BSS comeback, cả nhóm sẽ comeback đầy đủ thành viên vào dịp kỉ niệm debut 10 năm với full album thứ 5 "HAPPY BURSTDAY"
Vào ngày 27 tháng 12, có thông báo rằng BSS sẽ phát hành album đĩa đơn thứ hai của họ là Teleparty, cùng với đĩa đơn chính "CBZ (Prime Time)" vào ngày 8 tháng 1 năm 2025. Sau đó, cả nhóm sẽ comeback đội hình đầy đủ 13 thành viên.
Theo thông tin độc quyền từ Starnews, SEVENTEEN sẽ phát hành album mới vào ngày 26 tháng 5, một ngày đặc biệt, được mang với cái tên độc lạ "HAPPY BURSTDAY". Mặc dù nhóm phát hành mini album đầu tiên "17 CARAT" vào ngày 29 tháng 5 năm 2015, nhưng đã chính thức debut vào ngày 26 tháng 5 cùng chương trình thực tế MBC Music và màn trình diễn trực tiếp.
Đặc biệt, SEVENTEEN đã hoàn thành việc thu âm album mới với đầy đủ thành viên trước khi bắt đầu nghĩa vụ quân sự. Sau khi Jeonghan gia nhập quân đội vào tháng 9 năm ngoái và Wonwoo sẽ nhập ngũ vào ngày 3 tháng 4 tới, nhóm đã thu âm album này trước khi các thành viên thực hiện nghĩa vụ quân sự.

## Thành viên
Chú thích: In đậm nhỏ:
- Vocal Team: Woozi (Trưởng nhóm), Jeonghan, Joshua, DK, Seungkwan.
- Hiphop Team: S.Coups (Trưởng nhóm), Wonwoo, Mingyu, Vernon
- Performance Team: Hoshi (Trưởng nhóm), Jun, The8, Dino.
- Leaders Team: S.Coups, Hoshi, Woozi
- Ngoài ra còn có nhóm nhỏ là BSS (BooSeokSoon): DK (Trưởng nhóm), Hoshi, Seungkwan
- Và nhóm nhỏ thứ 2 được debut là JxW: Jeonghan, Wonwoo
- Kế tiếp đến là nhóm nhỏ thứ 3 được debut là HxW: Hoshi, Woozi

| Nghệ danh | Nghệ danh | Nghệ danh  | Tên khai sinh      | Tên khai sinh | Tên khai sinh | Tên khai sinh    | Ngày sinh         | Quê quán                           | Quốc tịch  |
| Latinh    | Hangul    | Kana       | Latinh             | Hangul        | Hanja         | Hán-Việt         | Ngày sinh         | Quê quán                           | Quốc tịch  |
| S.Coups   | 에스쿱스  | エスクプス | Choi Seung-cheol   | 최승철        | 崔胜澈        | Thôi Thắng Triệt | 8 tháng 8, 1995   | Daegu, Hàn Quốc                    | Hàn Quốc   |
| Jeonghan  | 정한      | ジョンハン | Yoon Jeong-han     | 윤정한        | 尹净汉        | Doãn Tịnh Hàn    | 4 tháng 10, 1995  | Gangbuk-gu, Seoul, Hàn Quốc        | Hàn Quốc   |
| Joshua    | 조슈아    | ジョシュア | Hong Ji-soo        | 홍지수        | 洪知秀        | Hồng Trí Tú      | 30 tháng 12, 1995 | Los Angeles, California, Hoa Kỳ    | Hoa Kỳ     |
| Joshua    | 조슈아    | ジョシュア | Joshua Hong        | 홍지수        | 洪知秀        | Hồng Trí Tú      | 30 tháng 12, 1995 | Los Angeles, California, Hoa Kỳ    | Hoa Kỳ     |
| Jun       | 준        | ジュン     | Wen Junhui         | 문준휘        | 文俊辉        | Văn Tuấn Huy     | 10 tháng 6, 1996  | Thâm Quyến, Quảng Đông, Trung Quốc | Trung Quốc |
| Jun       | 준        | ジュン     | Moon Jun-hwi       | 문준휘        | 文俊辉        | Văn Tuấn Huy     | 10 tháng 6, 1996  | Thâm Quyến, Quảng Đông, Trung Quốc | Trung Quốc |
| Hoshi     | 호시      | ホシ       | Kwon Soon-young    | 권순영        | 权顺荣        | Quyền Thuận Vinh | 15 tháng 6, 1996  | Namyangju, Gyeonggi, Hàn Quốc      | Hàn Quốc   |
| Wonwoo    | 원우      | ウォヌ     | Jeon Won-woo       | 전원우        | 全圆佑        | Toàn Viên Hựu    | 17 tháng 7, 1996  | Changwon, Gyeongsangnam, Hàn Quốc  | Hàn Quốc   |
| Woozi     | 우지      | ウジ       | Lee Ji-hoon        | 이지훈        | 李知勋        | Lý Chí Huân      | 22 tháng 11, 1996 | Gwangan, Busan, Hàn Quốc           | Hàn Quốc   |
| DK        | 도겸      | ドギョム   | Lee Seok-min       | 이석민        | 李硕珉        | Lý Thạc Mẫn      | 18 tháng 2, 1997  | Yongin, Gyeonggi, Hàn Quốc         | Hàn Quốc   |
| Mingyu    | 민규      | ミンギュ   | Kim Mingyu         | 김민규        | 金珉奎        | Kim Mẫn Khuê     | 6 tháng 4, 1997   | Anyang, Gyeonggi, Hàn Quốc         | Hàn Quốc   |
| The8      | 디에잇    | ディエイト | Xu Minghao         | 서명호        | 徐明浩        | Từ Minh Hạo      | 7 tháng 11, 1997  | Hải Thành, Liêu Ninh, Trung Quốc   | Trung Quốc |
| The8      | 디에잇    | ディエイト | Seo Myung-ho       | 서명호        | 徐明浩        | Từ Minh Hạo      | 7 tháng 11, 1997  | Hải Thành, Liêu Ninh, Trung Quốc   | Trung Quốc |
| Seungkwan | 승관      | スングァン | Boo Seung-kwan     | 부승관        | 夫胜宽        | Phu Thắng Khoan  | 16 tháng 1, 1998  | Jeju, Hàn Quốc                     | Hàn Quốc   |
| Vernon    | 버논      | バーノン   | Choi Han-sol       | 최한솔        | 崔韩率        | Thôi Hàn Suất    | 18 tháng 2, 1998  | Thành phố New York, Hoa Kỳ         | Hoa Kỳ     |
| Vernon    | 버논      | バーノン   | Hansol Vernon Choi | 최한솔        | 崔韩率        | Thôi Hàn Suất    | 18 tháng 2, 1998  | Thành phố New York, Hoa Kỳ         | Hoa Kỳ     |
| Vernon    | 버논      | バーノン   | Hàn Quốc           | 최한솔        | 崔韩率        | Thôi Hàn Suất    | 18 tháng 2, 1998  | Thành phố New York, Hoa Kỳ         |            |
| Dino      | 디노      | ディノ     | Lee Chan           | 이찬          | 李灿          | Lý Xán           | 11 tháng 2, 1999  | Iksan, Jeolla Bắc, Hàn Quốc        |            |

## Nhóm nhỏ

### BSS
Vào ngày 21 tháng 3 năm 2018, ba thành viên DK, Seungkwan và Hoshi đã ra mắt với tư cách là một nhóm nhỏ có tên là BSS ( tiếng Hàn :  부석순 ) hoặc BooSeokSoon , được ghép từ tên của ba thành viên. Họ đã phát hành đĩa đơn đầu tiên "Just Do It" và quảng bá trong một thời gian ngắn. Vào tháng 1 năm 2023, Pledis thông báo rằng BSS sẽ trở lại sau năm năm không hoạt động với album đĩa đơn đầu tiên Second Wind vào ngày 6 tháng 2. Nó được phát hành cùng với video âm nhạc cho bài chủ đề, " Fighting ", có sự góp mặt của Lee Young-ji . Album bao gồm hai bài hát khác, "Lunch" và "7PM", bài sau có sự góp mặt của nghệ sĩ người Na Uy Peder Elias. Vào ngày đầu tiên phát hành, Second Wind đã bán được hơn 478.000 bản, phá vỡ kỷ lục doanh số tuần đầu tiên cho một album do một nhóm nhỏ thuộc ban nhạc K-pop phát hành. Đến cuối tuần đầu tiên, album đã bán được tổng cộng 610.189 bản. BSS đã giành được giải thưởng trên chương trình âm nhạc đầu tiên của họ vào ngày 15 tháng 2 năm 2023, với ca khúc chủ đề "Fighting", trên MBC M 's Show Champion . Sau đó, "Fighting" đã đạt được tổng cộng 8 cúp trên chương trình âm nhạc.

### JxW
Vào ngày 20 tháng 5 năm 2024, Pledis công bố sẽ phát hành album đĩa đơn "This Man", đây là album ra mắt nhóm nhỏ chính thức thứ 2 của Seventeen, với sự góp mặt của hai thành viên Jeonghan và Wonwoo. Album được phát hành vào ngày 17 tháng 6 với ca khúc chủ đề "Last Night" cùng video âm nhạc, hai ca khúc solo là "Beautiful Monster" (Jeonghan) và "Leftover" (Wonwoo). "Last Night" được lấy cảm hứng từ truyền thuyết đô thị This Man.
Trong vòng một tuần kể từ khi phát hành, This Man đã bán được 787.046 bản, album đã lập kỉ lục bán chạy nhất trong tuần đầu tiên của một nhóm nhỏ K-pop.

### HxW (Hoshi x Woozi)
Quay trở lại vào 2017, Hoshi và Woozi đã cùng nhau phát hành "Bring It", là bài hát b-side nằm trong album Teen, Age của Seventeen. Và sau khoảng 8 năm, vào ngày 18 tháng 2 năm 2025, Pledis thông báo về sự ra mắt chính thức của nhóm nhỏ thứ ba này với đĩa đơn đầu tay là Beam. Album chính thức phát hành vào ngày 10 tháng 3, gồm ba bài hát với bài chủ đề là "96ers" (Same Age). Hoshi và Woozi cùng sinh năm 1996, ca khúc chủ đề với giai điệu độc đáo, mới lạ đã kể lại những kỉ niệm và thăng trầm thời thực tập sinh của cả hai cho đến khi họ đều trưởng thành.
Trong vòng 1 tuần kể từ khi phát hành, album đã bán được 373,853 bản.

## Danh sách đĩa nhạc
| - FIRST 'LOVE & LETTER' (2016) - Love & Letter (Repackage) (2016) - TEEN, AGE (2017) - DIRECTOR'S CUT (Special Album) (2018) - An Ode (2019) - Semicolon (Special Album) (2020) - Face the Sun (2022) - Sector 17 (Repackage) (2022) - HAPPY BURSTDAY (2025) | - 17 CARAT (2015) - BOYS BE (2015) - Going Seventeen (2016) - Al1 (2017) - WE MAKE YOU (2018) (album Nhật) - YOU MAKE MY DAY (2018) - YOU MADE MY DAWN (2019) - 헹가래 Heng:garæ: JOURNEY OF YOUTH (2020) - 24h (2020) (album Nhật) - Your choice (2021) - Attacca (2021) - FML (2023) - SEVENTEENTH HEAVEN (2023) - SPILL THE FEELS (2024) - Happy Ending (2019) (Single Nhật) - Fallin' Flower (2020) (Single Nhật) - Not Alone (2021) (Single Nhật) - Power of love (Ai No Chikara) (2021) (Single Nhật) - Darl+ing (2022) - Shohikigen (2024) (Single Nhật) - Always Yours (2023) (album Nhật) - 17 IS RIGHT HERE (2024) (album Hàn) |

## Chương trình truyền hình

### Chương trình thực tế  (Hàn Quốc)
| Năm         | Kênh                         | Tên                                                | Thành viên                                                | Ghi chú                      |
| 2014        | MBC                          | Hello! Stranger                                    | Vernon                                                    |                              |
| 2015        | MBC                          | Big Debut Plan                                     | Cả nhóm                                                   |                              |
| 2015        | Mnet                         | Show Me The Money 4                                | Vernon                                                    |                              |
| 2015        | Arirang                      | After School Club                                  | Cả nhóm                                                   | Tập 166                      |
| 2015        | KBS2                         | KBS Kong Radio                                     | Cả nhóm                                                   |                              |
| 2015        | MBC                          | World Changing Quiz Show                           | SeungKwan                                                 |                              |
| 2015        | SBS                          | Running Man                                        | Cả nhóm                                                   | Tập 272                      |
| 2015        | KBS2                         | KBS Kong Radio                                     | Cả nhóm                                                   |                              |
| 2015        | MBC                          | Weekly Idol                                        | Cả nhóm                                                   | Tập 222                      |
| 2016        | SBS                          | The boss is watching                               | Cả nhóm                                                   |                              |
| 2016        | MBC                          | One Fine Day                                       | Cả nhóm                                                   |                              |
| 2016        | MBC                          | Duet Song Festival                                 | Seungkwan                                                 |                              |
| 2016        | SBS                          | SBS Radio                                          | Cả nhóm                                                   |                              |
| 2016        | MBC                          | King Of Masked Singer                              | DK                                                        | Tập 69 - 70                  |
| 2016        | MBC                          | Star Show 360                                      | Cả nhóm                                                   | Tập 5                        |
| 2016        | KBS2                         | Hello Counselor                                    | Jeonghan, Seungkwan                                       | Tập 302                      |
| 2016        | SBS                          | SBS Radio                                          | Cả nhóm                                                   |                              |
| 2016        | KBS2                         | KBS Kong Radio                                     | Cả nhóm                                                   |                              |
| 2016        | Mnet                         | Yang & Nam Show                                    | Cả nhóm                                                   | Tập 7                        |
| 2017        | MBC                          | One Fine Day in Japan                              | Cả nhóm                                                   |                              |
| 2017        | SBS                          | Baek Jong Won's Top 3 Chef King                    | Mingyu, Seungkwan                                         | Tập 79                       |
| 2017        | SBS                          | Elementary School Teacher                          | The8                                                      |                              |
| 2017        | SBS                          | Law Of The Jungle                                  | Mingyu                                                    | Tập 274 - 278                |
| 2017        | MBC                          | Weekly Idol                                        | Cả nhóm                                                   | Tập 308                      |
| 2017        | MBC                          | Picnic Live sound landscape                        | Cả nhóm                                                   |                              |
| 2017        | SBS                          | The Show Fan PD                                    | Cả nhóm                                                   |                              |
| 2017        | SBS                          | After Mom Falls Asleep                             | Jeonghan, DK, Vernon                                      |                              |
| 2017        | SBS                          | Idol Arcade                                        | Cả nhóm                                                   |                              |
| 2017        | KBS2                         | KBS Kong Radio                                     | Cả nhóm                                                   |                              |
| 2017        | SBS                          | Master Key                                         | Mingyu                                                    | Tập 3, 8, 12-13              |
| 2017        | SBS                          | Master Key                                         | Seungkwan                                                 | Tập 9                        |
| 2017        | KBS2                         | Battle Trip                                        | Seungkwan, Mingyu                                         | Tập 78                       |
| 2018        | MBC                          | King Of Masked Singer                              | Seungkwan                                                 | Tập 135 - 136                |
| 2018        | MBC                          | Weekly Idol                                        | Cả nhóm                                                   | Tập 342                      |
| 2018        | MBC                          | King Of Masked Singer                              | Hoshi                                                     | Tập 153 - 154                |
| 2018        | MBC                          | King Of Masked Singer                              | Hoshi, Jeonghan (Ban bình luận)                           | Tập 163 - 164                |
| 2018        | Mnet                         | SVT CLUB                                           | Cả nhóm                                                   |                              |
| 2018        | SBS                          | Happy Together                                     | Vernon                                                    | Tập 533                      |
| 2018        | tvN                          | DoReMi Market                                      | Hoshi, DK                                                 | Tập 11                       |
| 2018        | KBS2                         | Hello Counselor                                    | Seungkwan, Hoshi                                          | Tập 365                      |
| 2018        | XtvN                         | Cover Brothers                                     | Jeonghan & Seungkwan                                      |                              |
| 2018        | MBC                          | Unexpected Q                                       | Seungkwan                                                 |                              |
| 2018        | MBC                          | Unexpected Q                                       | Mingyu                                                    | Tập 8                        |
| 2018        | JTBC                         | Idol Room                                          | Cả nhóm                                                   | Tập 11                       |
| 2018        | MBC                          | Unexpected Q                                       | Hoshi                                                     | Tập 12                       |
| 2018        |                              | After Mom Falls Asleep                             | S.Coups, Joshua, Wonwoo                                   |                              |
| 2018        | MBC                          | Idol Radio                                         | Cả nhóm                                                   |                              |
| 2018        | SBS                          | Happy Together                                     | MinGyu, SeungKwan                                         | Tập 547, 548                 |
| 2018        | Mnet                         | Visiting Teacher                                   | Vernon                                                    |                              |
| 2018        | KBS2                         | Dancing High                                       | Hoshi                                                     | Tập 7, 8 Giám khảo đặc biệt  |
| 2018 - 2019 | SBS                          | Inkigayo                                           | Mingyu                                                    | MC cố định                   |
| 2019        | SBS                          | Inkigayo                                           | Vernon                                                    | MC đặc biệt tập 995 (17/03)  |
| 2019        | MBC                          | Show! Music Core                                   | Vernon                                                    | MC đặc biệt tập 628 (13/04)  |
| 2019        | MBC                          | Idol Radio                                         | Cả nhóm                                                   |                              |
| 2019        | MBC                          | Radio Star                                         | SeungKwan                                                 | Tập 597                      |
| 2019        | Mnet                         | I Can See Your Voice                               | Cả nhóm                                                   | Tập 6 mùa 6                  |
| 2019        | MBC                          | Omniscient Interfere                               | Cả nhóm                                                   | Tập 42                       |
| 2019        | SBS                          | Happy Together                                     | MinGyu                                                    | Tập 573                      |
| 2019        | tvN                          | NephewTV in My Hand                                | Jeonghan & Mingyu                                         |                              |
| 2019        | JTBC                         | Idol Room                                          | Cả nhóm                                                   | Tập 36                       |
| 2019        | tvN                          | Prison Life of Fools                               | Seungkwan                                                 |                              |
| 2019        | SBS                          | Baek Jong Won alley restaurant                     | MinGyu, Vernon                                            | Tập 58                       |
| 2019        | MBC                          | King Of Masked Singer                              | DK, SeungKwan (Ban bình luận)                             | Tập 193, 194                 |
| 2019        | SBS                          | Running Man                                        | Mingyu & Seungkwan                                        | Tập 448                      |
| 2019        | tvN                          | Prison Life of Fools                               | Jeonghan                                                  | Tập 11-12                    |
| 2019        | tvN                          | A Battle of One Voice: 300 (2019)                  | Cả nhóm                                                   | Tập 5                        |
| 2019        | KBS2                         | Battle Trip                                        | Wonwoo, S.coups, Jeonghan                                 | Tập 147                      |
| 2019        | JTBC                         | Knowings Bros                                      | Cả nhóm                                                   | Tập 192                      |
| 2019        | tvN                          | Prison Life of Fools                               | Hoshi & Vernon                                            | Tập 26                       |
| 2019        | KBS2                         | Hello Counselor                                    | Seungkwan & S.Coups                                       | Tập 434                      |
| 2019        | JTBC                         | Idol Room                                          | Cả nhóm                                                   | Tập 68                       |
| 2019        | tvN                          | Player 7                                           | S.Coups, Jun, Hoshi, Wonwoo, DK, Seungkwan, Dino          | Tập 14                       |
| 2019        | KBS2                         | The Return of Superman                             | Hoshi, DK, Seungkwan, Dino                                |                              |
| 2019        | JTBC                         | Five Cranky Brothers                               | Seungkwan                                                 |                              |
| 2020        | JTBC                         | Knowing Bros                                       | Seungkwan                                                 | Tập 223                      |
| 2020        | MBC                          | Oh! My Part, You                                   | Cả nhóm                                                   | Tập 6                        |
| 2020        | SBS                          | Running Man                                        | Mingyu                                                    | Tập 502                      |
| 2020        | JTBC                         | The Gentlemen's League                             | S.Coups, JeongHan, Hoshi, DK, SeungKwan, Dino             |                              |
| 2020        | KBS2                         | Stars' Top Recipe at Fun-Staurant                  | DK                                                        | Tập 11                       |
| 2020        | KBS2                         | KBS Kong Radio                                     | SeungKwan, Vernon, Dino                                   |                              |
| 2020        | SBS                          | SBS Power FM                                       | S.Coups, JeongHan, WonWoo                                 |                              |
| 2020        | MBC                          | Radio Star                                         | Hoshi                                                     | Tập 674                      |
| 2020        | tvN                          | DoReMi Market                                      | Woozi & SeungKwan                                         | Tập 114                      |
| 2020        | tvN                          | You Quiz on the Block                              | SeungKwan                                                 | Tập 61                       |
| 2020        | SBS                          | SBS Power FM                                       | Joshua & SeungKwan                                        |                              |
| 2020        |                              | MMTG                                               | S.Coups, Joshua, Hoshi, DK, SeungKwan, Vernon, Dino       | Tập 122 - 123                |
| 2020        | MBC                          | Where is My Home                                   | JeongHan & SeungKwan                                      | Tập 65                       |
| 2020        | SBS                          | SBS Power FM                                       | Jun, The8, MinGyu, DK                                     |                              |
| 2020        | SBS                          | SBS Power FM                                       | Hoshi & Woozi                                             |                              |
| 2020        | KBS2                         | Idol on Quiz                                       | Joshua, Jun, Hoshi, The8, DK, SeungKwan, Vernon, Dino     | Tập 1                        |
| 2020        | MBC                          | Show! Music Core                                   | Wonwoo                                                    | MC đặc biệt tập 690 (15/08)  |
| 2020        | MBC                          | Show! Music Core                                   | S.Coups, Jeonghan, Joshua                                 | MC đặc biệt tập 691 (22/08)  |
| 2020        | SBS                          | SBS Power FM                                       | Jun, SeungKwan, Dino                                      |                              |
| 2020        | KBS2                         | KBS Kong Radio                                     | WonWoo, Woozi, The8, DK                                   |                              |
| 2020        | SBS                          | SBS Power FM                                       | JeongHan & Hoshi                                          |                              |
| 2020        | KBS2                         | Stars' Top Recipe at Fun-Staurant                  | SeungKwan & WonWoo                                        | Tập 52                       |
| 2020        | JTBC                         | Knowing Bros                                       | Cả nhóm                                                   | Tập 252                      |
| 2020        | SBS                          | SBS Power FM                                       | S.Coups, Joshua, MinGyu, Vernon                           |                              |
| 2020        | SBS                          | Running Man                                        | Hoshi & MinGyu                                            | Tập 529                      |
| 2020        |                              | MMTG                                               | S.Coups, Jeonghan, Hoshi, MinGyu, DK, SeungKwan           | Tập 158                      |
| 2021        | SBS                          | Inkigayo                                           | Vernon                                                    | MC đặc biệt tập 1081 (21/02) |
| 2021        |                              | MMTG                                               | SeungKwan                                                 | Tập 178                      |
| 2021        | JOB DongSan                  |                                                    | SeungKwan                                                 |                              |
| 2021        | TvN                          | DoReMi Market                                      | S.Coups, Hoshi, SeungKwan                                 | Tập 165                      |
| 2021        | SBS                          | Baek Jong Won alley restaurant                     | Hoshi, The8, MinGyu, Vernon                               | Tập 176                      |
| 2021        |                              | In the Soop                                        | Cả nhóm                                                   | Mùa 2                        |
| 2021        | SBS                          | My Little Old Boy                                  | SeungKwan & Vernon                                        | Tập 261                      |
| 2021        | KBS2                         | Stars' Top Recipe at Fun-Staurant                  | SeungKwan                                                 | Khách mời đặc biệt           |
| 2021        | TvN                          | Racker Boy                                         | SeungKwan                                                 |                              |
| 2021        | TvN                          | DoReMi Market                                      | MinGyu & SeungKwan                                        | Tập 182                      |
| 2021        |                              | MMTG                                               | Cả nhóm (trừ Jun và The8)                                 | Tập 216 - 217                |
| 2021        | KBS2                         | Dogs Are Incredible                                | S.Coups & SeungKwan                                       | Tập 99                       |
| 2021        |                              | Season B Season                                    | JeongHan, Vernon, Dino                                    | Tập 57                       |
| 2021        |                              | Drinking with God mùa 2                            | S.Coups, Hoshi, MinGyu, SeungKwan                         | Tập 13                       |
| 2021        |                              | Workman                                            | Joshua & Hoshi                                            | Tập 123                      |
| 2022        |                              | No Prepare                                         | SeungKwan                                                 | Tập 12                       |
| 2022        | NAVER NOW                    | D&E Radio                                          | Hoshi                                                     | Tập 101                      |
| 2022        | TvN                          | DoReMi Market                                      | MinGyu, DK, SeungKwan                                     | Tập 212                      |
| 2022        |                              | MMTG                                               | Cả nhóm (trừ WonWoo)                                      | Tập 248 - 249                |
| 2022        | Watcha                       | Goblin Who Steals Wisdom                           | Cả nhóm                                                   |                              |
| 2022        | KBS Kpop                     | Lee Mujin Service                                  | SeungKwan                                                 | Tập 14                       |
| 2022        | KBS Kpop                     | IDOL'S Snack Spree                                 | Joshua, Hoshi, The8, MinGyu, Vernon                       | Tập 13                       |
| 2022        | Pixid                        | Find the Youngest (Maknae) among the First borns   | Hoshi                                                     |                              |
| 2022        | KBS2                         | Immprtal Songs                                     | Hoshi                                                     | MC đặc biệt tập 556          |
| 2022        | Ggondaehee                   | Let's eat                                          | Hoshi & Dino                                              |                              |
| 2022        | JTBC                         | Knowing Bros                                       | JeongHan, Joshua, Jun, Hoshi, The8, MinGyu, DK, SeungKwan | Tập 334                      |
| 2022        | IU Official                  | IU's Palette                                       | Hoshi, Woozi, DK, SeungKwan, Dino                         | Tập 12                       |
| 2022        | NAVER NOW                    | D&E Radio                                          | Joshua, Hoshi, The8, Dino                                 | Tập 143                      |
| 2022        | Youngji box media            | My alcohol diary                                   | Hoshi                                                     | Tập 3                        |
| 2022        | Calm down man                | Chim Pearl Biographical Dictionary                 | Woozi                                                     |                              |
| 2022        | TvN                          | The Game Caterers 2                                | Joshua, Jun, Hoshi, The8, MinGyu, SeungKwan, Dino         |                              |
| 2022        | KBS2                         | Okay? Okay!                                        | SeungKwan & Dino                                          |                              |
| 2022        | KBS2                         | The Return of Superman                             | JeongHan &The8                                            |                              |
| 2022        | Ahn So Hee                   |                                                    | SeungKwan                                                 |                              |
| 2022        | THE K-POP                    | Idol Challenge                                     | Jun, Hoshi, The8, Dino                                    |                              |
| 2022        | dingo music                  | Tipsy Live 2                                       | Cả nhóm                                                   |                              |
| 2022        | Crush                        | Crush's BLACKVOX                                   | Hoshi                                                     | Tập 4                        |
| 2022        | HeyNews                      | HELLO                                              | The8                                                      | Tập 47                       |
| 2022        |                              | MMTG                                               | SeungKwan & hội bạn 98z                                   | Tập 263 - 264                |
| 2022        | Halmyungsoo                  | Halmyungsoo                                        | The8 & Vernon                                             | Tập 105                      |
| 2022        | Ssulply                      | Ssulply                                            | The8                                                      | Tập 32                       |
| 2023        | Ssulply                      | Ssulply                                            | SeungKwan                                                 | Tập 37                       |
| 2023        | BANGTAN TV                   | SUCHWITA                                           | Hoshi                                                     | Tập 4                        |
| 2023        | dingo story                  | Dingo's Find My Life                               | DK                                                        |                              |
| 2023        | Workman                      | Workman 2                                          | Hoshi, SeungKwan, DK                                      |                              |
| 2023        | Pixid                        | Find the MZ Generation hiding in a room of Boomers | SeungKwan                                                 |                              |
| 2023        | TEO                          | TE.O YouTube General Assembly                      | SeungKwan & Vernon                                        |                              |
| 2023        | KBS Kpop                     | Lee Mujin Service                                  | Hoshi                                                     | Tập 60                       |
| 2023        | KBS2                         | Idol's physical race mùa 2                         | Jun & Wonwoo                                              | Tập 1                        |
| 2023        | dingo story                  | Dingo's Find My Life                               | The8                                                      |                              |
| 2023        | GYM JONGKOOK                 | GYM JONGKOOK                                       | Mingyu & Dino                                             |                              |
| 2023        | Yong Jinho Healthcare Center | Yong Jinho Healthcare Center                       | Dino                                                      | Tập 7                        |
| 2023        | KBS2                         | The Return of Superman                             | Joshua & Jun                                              |                              |
| 2023        | Youngji box media            | My alcohol diary                                   | Joshua & DK                                               | Tập 17                       |
| 2023        | Kang Hyungwook's Bodeum TV   | Dog-guest Show                                     | S.Coups                                                   | Tập 12                       |
| 2023        |                              | Park Sohyun's Love Game                            | S.Coups & Dino                                            |                              |
| 2023        | TvN                          | DoReMi Market                                      | S.Coups, The8, Mingyu, DK, Seungkwan, Vernon, Dino        | Tập 261                      |
| 2023        |                              | PSICK SHOW                                         | Joshua & Vernon                                           |                              |
| 2023        | BANGTAN TV                   | SUCHWITA                                           | Woozi                                                     | Tập 10                       |
| 2023        | SBS                          | Pyeon Sangwook's News Briefing                     | Joshua, Woozi, Mingyu, Dino                               |                              |
| 2023        |                              | CALMDOWN MAN                                       | Woozi                                                     |                              |
| 2023        | TvN                          | The Game Caterers 2                                | Cả nhóm                                                   |                              |
| 2023        | TVing                        | Bro Marble                                         | Joshua & Hoshi                                            |                              |
| 2023        | Halmyungsoo                  | Halmyungsoo                                        | Vernon                                                    | Tập 145                      |
| 2023        | Kangnami                     | Kangnami                                           | Jun                                                       |                              |
| 2023        | KBS Kpop                     | Lee Mujin Service                                  | Jun                                                       | Tập 78                       |
| 2023        | Careet                       | Careet                                             | Jun                                                       |                              |
| 2023        | MBC                          | Magic Lamp                                         | JeongHan & Dino                                           |                              |
| 2023        | Netflix                      | The devil's plan                                   | SeungKwan                                                 |                              |
| 2023        | SBS                          | Running Man                                        | Hoshi, DK, SeungKwan                                      | Tập 676                      |
| 2023        | ZZANBRO Shin Dongyeob        | ZZANBRO                                            | Mingyu & Dino                                             | Tập 9                        |
| 2023        | TEO                          | Salon Drip mùa 2                                   | Hoshi                                                     | Tập 12                       |
| 2023        | DdeunDdeun                   | Pinggyego                                          | Joshua, Hoshi, Mingyu, DK                                 |                              |
| 2023        | odg                          | ODG                                                | Jun & Wonwoo                                              |                              |
| 2023        | Ssulply                      | Ssulply                                            | Joshua                                                    |                              |
| 2023        | KBS Kpop                     | Eunchae star diary                                 | Dino                                                      | Tập 25                       |
| 2023        | Workman                      | Workman 2                                          | Joshua & Jun                                              |                              |
| 2023        | channel fullmoon             | Waggle Waggle                                      | Cả nhóm                                                   |                              |
| 2023        | TvN                          | DoReMi Market                                      | Mingyu, SeungKwan, Dino                                   | Tập 287                      |
| 2023        | uhmg                         | Jaejoong and Friends                               | Dino                                                      | Tập 18                       |
| 2023        | KODE                         | SELF-PHONE KODE                                    | Hoshi                                                     |                              |
| 2023        | dingo story                  | Dingo's Find My Life                               | Dino                                                      |                              |
| 2023        | KBS Kpop                     | Lee Mujin Service                                  | Dino                                                      | Tập 91                       |
| 2024        | TvN                          | Nana Tour                                          | Cả nhóm                                                   |                              |
| 2024        | Halmyungsoo                  | Halmyungsoo                                        | The8                                                      | Tập 180                      |
| 2024        | MBC                          | Hangout with Yoo                                   | Hoshi, DK, SeungKwan                                      | Tập 231                      |
| 2024        | ENA                          | JJIN FAN ZONE                                      | S.Coups                                                   | Tập 4                        |
| 2024        | Yoo Byungjae                 |                                                    |                                                           |                              |
| 2024        | DdeunDdeun                   | 2024 Pinggyego Spin-off                            | Hoshi, The8, Mingyu                                       | Số tháng 4                   |
| 2024        | KBS Kpop                     | Eunchae star diary                                 | S.Coups                                                   | Tập 41                       |
| 2024        | channel fullmoon             | Grateful to Seventeen                              | Cả nhóm                                                   |                              |
| 2024        | 117                          | K Survival                                         | SeungKwan                                                 | Tập 1                        |
| 2024        | Fairy Jaehyung               | Fairy Table                                        | Joshua & Mingyu                                           |                              |
| 2024        | KODE                         | SELF-PHONE KODE                                    | Wonwoo                                                    |                              |
| 2024        | I am Lee Hyeri               | Hyell's Club                                       | SeungKwan                                                 | Tập 13                       |
| 2024        | KBS2                         | Synchro Yoo                                        | Hoshi                                                     |                              |
| 2024        | NCT                          | MUK2U                                              | Jeonghan, Seungkwan                                       | Tập 6                        |

### Chương trình thực tế  (Trung Quốc)
| Năm  | Kênh           | Tên                                     | Thành viên      | Ghi chú              |
| 2019 | Tecent Video   | Triều Âm Chiến Kỷ - The Collaboration 2 | Jun, The8       |                      |
| 2019 | iQIYI          | Idol Hits                               | Joshua & Vernon | Tập 1                |
| 2019 |                | Thanh Xuân Có Bạn S1                    | The8            | Huấn luyện viên Nhảy |
| 2019 | HBS            | Happy Camp                              | The8            | 20/4/2019            |
| 2019 | Mango TV       | Ngày ngày tiến lên (Day day up)         | The8            | 2/6/2019             |
| 2019 |                | My colleague is an idol                 | Jun, The8       |                      |
| 2023 | Chiết Giang TV | Thanh xuân du hoàn ký (mùa 4)           | The8            |                      |
| 2023 | Chiết Giang TV | Thanh xuân du hoàn ký (mùa 4)           | Jun             |                      |
| 2023 | Mango TV       | Hương vị Trung Hoa                      |                 |                      |
| 2023 | Mango TV       | Xin chào thứ 7                          |                 |                      |

### Phim truyền hình
| Năm  | Đài truyền hình | Tên phim                 | Thành viên | Vai trò   | Chú thích |
| 2015 |                 | Intouchable (男神执事团) | Jun        | Nam chính |           |
| 2019 | webdrama        | A-TEEN season 2          | Joshua     | Cameo     | Tập 7     |
| 2023 |                 | Exclusive Fairytale      | Jun        | Nam chính |           |

### Phim điện ảnh
| Năm  | Tên                        | Thành viên |
| 2007 | The Pye Dog                | Jun        |
| 2010 | The Legend Is Born: Ip Man | Jun        |
| 2013 | My Mother (我的母亲)       | Jun        |
| 2017 | Our Mamuang                | Mingyu     |

## Nhạc phim
| Năm  | Tên                                 | Phim                                   | Ghi chú                             |
| 2018 | Kind of Love                        | Mother                                 | Seungkwan                           |
| 2018 | Missed Connections                  | Tempted                                | DK                                  |
| 2018 | A-Teen                              | A-Teen S01                             | Joshua, Hoshi, Woozi, Vernon, Dino  |
| 2019 | 9-Teen                              | A-Teen S02                             | Cả nhóm                             |
| 2019 | 兄弟一回 (Brother for One Time)     | Seven Days                             | Jun & The8                          |
| 2019 | Miracle                             | The Tale of Nokdu                      | Woozi                               |
| 2019 | SWEETEST THING                      | Chocolate                              | Joshua, Wonwoo, DK, Seungkwan, Dino |
| 2020 | Go                                  | Record of Youth                        | Seungkwan                           |
| 2020 | The Reason                          | Lovestruck in the City                 | Seungkwan                           |
| 2021 | Warrior (逆燃)                      | Falling into Your Smile (你微笑时很美) | Joshua, Jun, The8, Mingyu, Vernon   |
| 2021 | Is It Still Beautiful               | Hospital Playlist S02                  | Woozi, DK, Seungkwan                |
| 2021 | 藏 (Tàng)                           | Who Is the Murderer                    | The8                                |
| 2022 | Go                                  | Twenty-Five Twenty-One                 | DK                                  |
| 2022 | Pit a Pat                           | Link: Eat, Love, Kill                  | SeungKwan                           |
| 2023 | Stiil You                           | Dr. Romantic 3                         | SeungKwan                           |
| 2023 | ICARUS(이카루스)                    | CASTAWAY DIVA(무인도의 디바)           | Dino                                |
| 2023 | Short Hair (단발머리)               | Welcome to Samdalri                    | DK                                  |
| 2023 | The Moment You Arrive (그대가 오면) | Tell Me That You Love Me               | Seungkwan                           |
| 2024 | The Reason of My Smile              | Queen of Tears                         | BSS (Hoshi, Dokyeom, Seungkwan)     |

## Quảng cáo
| Năm       | Thương hiệu           | Ghi chú                                      |
| 2016      | Pikicast              |                                              |
| 2017      | Didi Chicken          |                                              |
| 2017      | Dynafit               |                                              |
| 2017-2018 | Elite                 |                                              |
| 2017-2018 | The SAEM              |                                              |
| 2018      | NeNe Chicken          | cùng với NU'EST W                            |
| 2019      | AO+                   |                                              |
| 2021      | Lazada                | Đại sứ thương hiệu                           |
| 2021      | Banila Co             | Jeonghan (Đại sứ thương hiệu)                |
| 2022      | BRING GREEN           | Hoshi, DK, Seungkwan                         |
| 2022      | CUBEME                | Hoshi, Wonwoo, Seungkwan                     |
| 2022      | LANCÔME               | Mingyu                                       |
| 2022      | Bioderma              | Vernon & Dino                                |
| 2022      | SNP Comestic          | Joshua                                       |
| 2022      | LANEIGE               | Joshua & Seungkwan                           |
| 2022      | SOME BY MI            | S.Coups (Đại sứ thương hiệu)                 |
| 2022      | CODE:GRAPY            | Hoshi (Đại sứ thương hiệu)                   |
| 2022      | Romantic Crown        | Woozi (Đại sứ thương hiệu)                   |
| 2022      | Huxley                | Wonwoo (Đại sứ thương hiệu)                  |
| 2023      | Innisfree             | Mingyu (Đại sứ thương hiệu toàn cầu)         |
| 2023      | HONEST                | Jun (Đại sứ thương hiệu)                     |
| 2023      | LANEIGE (Trung Quốc)  | The8 (Đại sứ thương hiệu)                    |
| 2023      | KENZO                 | Vernon (Đại sứ thương hiệu toàn cầu)         |
| 2023      | d'alba                | Hoshi (Đại sứ thương hiệu)                   |
| 2023      | ADLV                  | Jeonghan (Đại sứ thương hiệu)                |
| 2023      | Bally                 | DK (Đại sứ thương hiệu toàn cầu)             |
| 2023      | Jongga                | Hoshi (Đại sứ thương hiệu)                   |
| 2023      | NIKE                  | Hoshi (Đại sứ thương hiệu)                   |
| 2023      | GIVENCHY Beauty Japan | Joshua (Đại sứ thương hiệu)                  |
| 2024      | Barrie                | Joshua (Đại sứ thương hiệu)                  |
| 2024      | Nerdy                 | The8 (Đại sứ thương hiệu)                    |
| 2024      | BVLGARI               | Mingyu(Đại sứ thương hiệu khu vực Hàn Quốc)  |
| 2024      | The Face Shop         | Wonwoo (Đại sứ thương hiệu)                  |
| 2024      | FILORGA               | Jun (Đại sứ thương hiệu)                     |
| 2024      | Bravo Cone            | Seungkwan                                    |
| 2024      | UNOVE                 | Mingyu (Đại sứ thương hiệu toàn cầu)         |
| 2024      | L'OCCITANE            | Mingyu (Đại sứ thương hiệu khu vực châu Á)   |
| 2024      | FoRest                | Seungkwan                                    |
| 2024      | Acqua di Parma        | Jeonghan (Đại sứ thương hiệu)                |
| 2024      | Diesel                | Hoshi (Đại sứ thương hiệu)                   |
| 2024      | Christian Dior S.E    | Mingyu (Đại sứ dòng thời trang nam Menswear) |
| 2024      | Calvin Klein          | Mingyu                                       |

## Tạp chí
| Năm  | Tháng    | Tên tạp chí                               | Quốc gia    | Số phát hành                    | Thành viên                                           | Trang bìa   | Hình thức            | Ghi chú                                         |
| 2015 | Tháng 7  | bnt                                       | Hàn Quốc    |                                 | SEVENTEEN                                            |             | Bản giấy             |                                                 |
| 2015 | Tháng 8  | IZE                                       | Hàn Quốc    | vol. 15                         | SEVENTEEN                                            | ✔           | Bản giấy             | 2 phiên bản bìa                                 |
| 2015 | Tháng 9  | Sure                                      | Hàn Quốc    |                                 | SEVENTEEN                                            |             | Bản giấy             |                                                 |
| 2015 | Tháng 12 | Céci                                      | Hàn Quốc    |                                 | SEVENTEEN                                            |             | Bản giấy             |                                                 |
| 2015 | Tháng 12 | Allure                                    | Hàn Quốc    |                                 | S.Coups, Wonwoo, Mingyu, Vernon                      |             | Bản giấy             |                                                 |
| 2015 | Tháng 12 | K-WAVE                                    | Hàn Quốc    |                                 | SEVENTEEN                                            |             | Bản giấy             |                                                 |
| 2016 | Tháng 2  | 10+ Star                                  | Hàn Quốc    | vol. 56                         | SEVENTEEN                                            | ✔           | Bản giấy             |                                                 |
| 2016 | Tháng 3  | GQ                                        | Hàn Quốc    |                                 | Wonwoo                                               |             | Bản giấy             |                                                 |
| 2016 | Tháng 4  | IZE                                       | Hàn Quốc    |                                 | SEVENTEEN                                            |             | Bản giấy             |                                                 |
| 2016 | Tháng 5  | @Star1                                    | Hàn Quốc    | vol. 50                         | SEVENTEEN                                            | ✔           | Bản giấy             |                                                 |
| 2016 | Tháng 5  | Céci                                      | Hàn Quốc    |                                 | SEVENTEEN                                            |             | Bản giấy             |                                                 |
| 2016 | Tháng 5  | IZE                                       | Hàn Quốc    |                                 | SEVENTEEN                                            | ✔           | Bản giấy             | Sách ảnh                                        |
| 2016 | Tháng 6  | Haru Hana                                 | Nhật Bản    | vol. 36                         | SEVENTEEN                                            | ✔           | Bản giấy             |                                                 |
| 2016 | Tháng 11 | Dazed                                     | Hàn Quốc    |                                 | Hoshi, Jun, The8, Dino                               |             | Bản giấy             |                                                 |
| 2016 | Tháng 12 | Dazed                                     | Hàn Quốc    |                                 | Jeonghan, Joshua, Woozi, DK, Seungkwan               |             | Bản giấy             |                                                 |
| 2017 | Tháng 1  | Dazed                                     | Hàn Quốc    |                                 | S.Coups, Wonwoo, Mingyu, Vernon                      |             | Bản giấy             |                                                 |
| 2017 | Tháng 1  | NYLON                                     | Hàn Quốc    |                                 | SEVENTEEN                                            |             | Bản giấy             |                                                 |
| 2017 | Tháng 7  | @Star1                                    | Hàn Quốc    | vol. 64                         | SEVENTEEN                                            | ✔           | Bản giấy             |                                                 |
| 2017 | Tháng 7  | HMV                                       | Nhật Bản    |                                 | SEVENTEEN                                            |             | Bản giấy             |                                                 |
| 2017 | Tháng 10 | HIGH CUT                                  | Hàn Quốc    | vol. 208                        | SEVENTEEN                                            | ✔           | Bản giấy             | 2 phiên bản bìa                                 |
| 2018 | Tháng 1  | Seventeen                                 | Nhật Bản    |                                 | SEVENTEEN                                            | ✔           | Bản giấy             |                                                 |
| 2018 | Tháng 4  | Anan                                      | Nhật Bản    |                                 | SEVENTEEN                                            | ✔           | Bản giấy             |                                                 |
| 2018 | Tháng 4  | Singles                                   | Hàn Quốc    |                                 | SEVENTEEN                                            | ✔           | Bản giấy             |                                                 |
| 2018 | Tháng 5  | 1st LOOK                                  | Hàn Quốc    | vol. 155                        | SEVENTEEN                                            | ✔           | Bản giấy             |                                                 |
| 2018 | Tháng 6  | MAPS                                      | Hàn Quốc    | Issue 121                       | Wonwoo, The8, Seungkwan, Vernon                      | ✔           | Bản giấy             | 2 phiên bản bìa                                 |
| 2018 | Tháng 7  | WE GO                                     | Nhật Bản    |                                 | SEVENTEEN                                            | ✔           | Bản giấy             |                                                 |
| 2018 | Tháng 8  | Star1                                     | Hàn Quốc    | vol. 77                         | SEVENTEEN                                            | ✔           | Bản giấy             |                                                 |
| 2018 | Tháng 8  | 小资CHIC                                  | Trung Quốc  |                                 | Jun, The8                                            |             | Bản điện tử          |                                                 |
| 2018 | Tháng 8  | YOHO潮流志                                | Trung Quốc  |                                 | Jun, The8                                            |             | Bản điện tử          |                                                 |
| 2018 | Tháng 9  | FASHIONABLE Now                           | Trung Quốc  |                                 | Jun, The8                                            | ✔           | Bản điện tử          |                                                 |
| 2018 | Tháng 9  | Myojo                                     | Nhật Bản    |                                 | SEVENTEEN                                            |             | Bản giấy             |                                                 |
| 2018 | Tháng 9  | Ribon                                     | Nhật Bản    |                                 | SEVENTEEN                                            |             | Bản giấy             |                                                 |
| 2018 | Tháng 9  | NYLON                                     | Trung Quốc  |                                 | The8                                                 |             | Bản giấy             |                                                 |
| 2018 | Tháng 10 | Ribon                                     | Nhật Bản    |                                 | Jeonghan, Joshua, Woozi, DK, Seungkwan               |             | Bản giấy             |                                                 |
| 2018 | Tháng 11 | D-icon                                    | Hàn Quốc    | Issue 3                         | SEVENTEEN                                            | ✔           | Bản giấy             | Sách ảnh                                        |
| 2018 | Tháng 11 | SPARKS                                    | Nhật Bản    | vol. 1                          | SEVENTEEN                                            | ✔           | Bản giấy             |                                                 |
| 2018 | Tháng 11 | Ribon                                     | Nhật Bản    |                                 | Hoshi, Jun, The8, Dino                               |             | Bản giấy             |                                                 |
| 2018 | Tháng 11 | INDEED                                    | Hàn Quốc    | vol. 0                          | S.Coups, Wonwoo, Mingyu, Vernon                      | ✔           | Bản giấy             |                                                 |
| 2018 | Tháng 12 | INDEED                                    | Hàn Quốc    | vol. 0                          | S.Coups, Wonwoo, Mingyu, Vernon                      | ✔           | Bản giấy             |                                                 |
| 2018 | 1st LOOK | vol. 168                                  | Hàn Quốc    | SEVENTEEN                       | ✔                                                    | Bản giấy    |                      |                                                 |
| 2018 | Ribon    | Nhật Bản                                  |             | S.Coups, Wonwoo, Mingyu, Vernon |                                                      | Bản giấy    |                      |                                                 |
| 2018 | Céci     | Hàn Quốc                                  |             | SEVENTEEN                       | ✔                                                    | Bản giấy    | 2 phiên bản bìa      |                                                 |
| 2019 | Tháng 1  | CHIC BANANA                               | Trung Quốc  |                                 | The8                                                 | ✔           | Bản điện tử          |                                                 |
| 2019 | Tháng 2  | Dazed                                     | Hàn Quốc    |                                 | Mingyu                                               |             | Bản giấy             |                                                 |
| 2019 | Tháng 2  | KIKS定番                                  | Trung Quốc  | vol. 20                         | The8                                                 |             | Bản điện tử          |                                                 |
| 2019 | Tháng 3  | BIGSHOT SNAP                              | Trung Quốc  |                                 | Jun                                                  | ✔           | Bản điện tử          |                                                 |
| 2019 | Tháng 3  | YOHO潮流志                                | Trung Quốc  |                                 | The8                                                 |             | Bản điện tử          |                                                 |
| 2019 | Tháng 3  | SIZE潮流生活                              | Trung Quốc  |                                 | The8                                                 | ✔           | Bản điện tử          |                                                 |
| 2019 | Tháng 3  | L'OFFICIEL HOMMES                         | Hàn Quốc    |                                 | Mingyu                                               | ✔           | Bản giấy             | 2 phiên bản bìa                                 |
| 2019 | Tháng 3  | STARBOX young                             | Trung Quốc  |                                 | Jun, The8                                            | ✔           | Bản điện tử          |                                                 |
| 2019 | Tháng 6  | 小资CHIC                                  | Trung Quốc  |                                 | Jun, The8                                            |             | Bản điện tử          |                                                 |
| 2019 | Tháng 6  | Anan                                      | Nhật Bản    | No. 2153                        | SEVENTEEN                                            | ✔           | Bản giấy             |                                                 |
| 2019 | Tháng 6  | SCENE PLAYBILL                            | Hàn Quốc    |                                 | DK                                                   | ✔           | Bản giấy             |                                                 |
| 2019 | Tháng 6  | STARBOX young                             | Trung Quốc  | No. 11                          | The8                                                 | ✔           | Bản điện tử          |                                                 |
| 2019 | Tháng 6  | HAI BAO                                   | Trung Quốc  | Issue 1                         | The8                                                 | ✔           | Bản điện tử          |                                                 |
| 2019 | Tháng 6  | Cosmopolitan                              | Hàn Quốc    |                                 | DK                                                   |             | Bản giấy             |                                                 |
| 2019 | Tháng 6  | 瑞丽 服饰美容 (Ray Li Fashion and Beauty) | Trung Quốc  |                                 | The8                                                 |             | Bản giấy             |                                                 |
| 2019 | Tháng 7  | STARBOX young                             | Trung Quốc  | No. 12                          | Jun                                                  | ✔           | Bản điện tử          |                                                 |
| 2019 | Tháng 7  | Beijing Youth                             | Trung Quốc  |                                 | The8                                                 | ✔           | Bản giấy             |                                                 |
| 2019 | Tháng 9  | Seventeen                                 | Nhật Bản    |                                 | SEVENTEEN                                            | ✔           | Bản giấy             |                                                 |
| 2019 | Tháng 9  | Marie Claire                              | Hàn Quốc    |                                 | S.Coups, Jeonghan, Joshua, Mingyu, Vernon            |             | Bản giấy             |                                                 |
| 2019 | Tháng 10 | ELLE                                      | Hàn Quốc    |                                 | Joshua, Hoshi, Mingyu, The8, Vernon, Seungkwan, Dino |             | Bản giấy             |                                                 |
| 2019 | Tháng 10 | Color Molecule (K-MEDIA)                  | Trung Quốc  |                                 | Jun                                                  | ✔           | Bản điện tử          |                                                 |
| 2019 | Tháng 10 | MY TYPE                                   | Trung Quốc  |                                 | Jun                                                  | ✔           | Bản điện tử          |                                                 |
| 2020 | Tháng 1  | ARENA HOMME+                              | Hàn Quốc    |                                 | Joshua, Mingyu, The8, Seungkwan                      | ✔           | Bản giấy             |                                                 |
| 2020 | Tháng 1  | Eyez                                      | Trung Quốc  | vol. 1                          | The8                                                 | ✔           | Bản điện tử          |                                                 |
| 2020 | Tháng 2  | JJ                                        | Nhật Bản    |                                 | SEVENTEEN                                            |             | Bản giấy             |                                                 |
| 2020 | Tháng 2  | Myojo                                     | Nhật Bản    |                                 | SEVENTEEN                                            |             | Bản giấy             |                                                 |
| 2020 | Tháng 3  | SPRiNG                                    | Nhật Bản    |                                 | SEVENTEEN                                            |             | Bản giấy             |                                                 |
| 2020 | Tháng 3  | 1st LOOK                                  | Hàn Quốc    | vol. 192                        | Joshua                                               |             | Bản giấy             |                                                 |
| 2020 | Tháng 4  | BILLBOARD                                 | Hàn Quốc    | vol. 3                          | SEVENTEEN                                            | ✔           | Bản giấy             | 2 phiên bản bìa Không có S.Coups                |
| 2020 | Tháng 4  | ELLE                                      | Hàn Quốc    |                                 | Hoshi                                                |             | Bản giấy             |                                                 |
| 2020 | Tháng 4  | Dazed                                     | Hàn Quốc    |                                 | The8                                                 |             | Bản giấy             |                                                 |
| 2020 | Tháng 4  | HIGH CUT                                  | Hàn Quốc    | vol. 260                        | Hoshi, Mingyu, The8, Vernon                          | ✔           | Bản giấy             |                                                 |
| 2020 | Tháng 5  | COSMOPOLITAN                              | Hàn Quốc    |                                 | Wonwoo, DK, Mingyu, Seungkwan                        |             | Bản giấy             |                                                 |
| 2020 | Tháng 7  | Monotube                                  | Hàn Quốc    | vol. 2                          | SEVENTEEN                                            | ✔           | Bản giấy             |                                                 |
| 2020 | Tháng 10 | Anan                                      | Nhật Bản    | vol. 2223                       | Jeonghan, Hoshi, DK, Mingyu, Vernon, Dino            | ✔           | Bản giấy             |                                                 |
| 2020 | Tháng 11 | ELLE                                      | Hàn Quốc    |                                 | Joshua, Jun, Hoshi, DK                               |             | Bản giấy             |                                                 |
| 2020 | Tháng 11 | W                                         | Hàn Quốc    |                                 | S.Coups, Wonwoo, Mingyu, Vernon                      |             | Bản giấy             |                                                 |
| 2020 | Tháng 12 | Anan                                      | Nhật Bản    | vol. 2187                       | SEVENTEEN                                            | ✔           | Bản giấy             |                                                 |
| 2020 | Tháng 12 | SPUR                                      | Nhật Bản    |                                 | Joshua, Mingyu                                       |             | Bản giấy             |                                                 |
| 2021 | Tháng 1  | Harper's BAZAAR                           | Hàn Quốc    |                                 | SEVENTEEN                                            | ✔           | Bản giấy             | 5 phiên bản bìa Doanh số 100,000+ bản           |
| 2021 | Tháng 1  | Harper's BAZAAR Star (BAZAAR V)           | Trung Quốc  |                                 | Jeonghan, Joshua, Jun, Wonwoo, Mingyu,The8           |             | Bản điện tử          |                                                 |
| 2021 | Tháng 3  | GOING                                     | Hàn Quốc    |                                 | SEVENTEEN                                            | ✔           | Bản giấy             | Tự phát hành                                    |
| 2021 | Tháng 3  | WAVES                                     | Trung Quốc  |                                 | Wonwoo                                               | ✔           | Bản giấy             | 2 phiên bản bìa                                 |
| 2021 | Tháng 3  | LOADING U                                 | Trung Quốc  |                                 | Jun                                                  | ✔           | Bản điện tử          |                                                 |
| 2021 | Tháng 4  | ARENA HOMME+                              | Hàn Quốc    |                                 | The8                                                 |             | Bản giấy             |                                                 |
| 2021 | Tháng 4  | COSMOPOLITAN                              | Hàn Quốc    |                                 | Jeonghan, Wonwoo, Mingyu, The8                       |             | Bản giấy             |                                                 |
| 2021 | Tháng 4  | 昕薇/Vivi                                 | Trung Quốc  |                                 | Jun                                                  | ✔           | Bản giấy Bản điện tử |                                                 |
| 2021 | Tháng 4  | KNIGHT高级                                | Trung Quốc  |                                 | Hoshi                                                | ✔           | Bản giấy             |                                                 |
| 2021 | Tháng 4  | Esquire                                   | Hàn Quốc    |                                 | Hoshi                                                |             | Bản giấy             |                                                 |
| 2021 | Tháng 5  | 昕薇/Vivi                                 | Trung Quốc  |                                 | The8                                                 | ✔           | Bản giấy Bản điện tử |                                                 |
| 2021 | Tháng 6  | CanCam                                    | Nhật Bản    |                                 | SEVENTEEN                                            | ✔           | Bản giấy             |                                                 |
| 2021 | Tháng 6  | Powercircles 势界                         | Trung Quốc  |                                 | Wonwoo, Mingyu                                       | ✔           | Bản giấy             |                                                 |
| 2021 | Tháng 6  | ELLE                                      | Hàn Quốc    |                                 | Seungkwan                                            |             | Bản giấy             |                                                 |
| 2021 | Tháng 6  | W                                         | Hàn Quốc    |                                 | Wonwoo, Mingyu                                       |             | Bản giấy             |                                                 |
| 2021 | Tháng 6  | Dazed                                     | Hàn Quốc    |                                 | Wonwoo                                               |             | Bản giấy             |                                                 |
| 2021 | Tháng 7  | CanCam                                    | Nhật Bản    |                                 | SEVENTEEN                                            |             | Bản giấy             |                                                 |
| 2021 | Tháng 7  | 1st LOOK                                  | Hàn Quốc    | vol. 220                        | Jeonghan                                             | ✔           | Bản giấy             |                                                 |
| 2021 | Tháng 7  | D-icon                                    | Hàn Quốc    | No. 12                          | SEVENTEEN                                            | ✔           | Bản giấy             | Sách ảnh 14 phiên bản (13 thành viên và 1 nhóm) |
| 2021 | Tháng 8  | THEATRE+                                  | Hàn Quốc    |                                 | DK                                                   | ✔           | Bản giấy             |                                                 |
| 2021 | Tháng 9  | Allure                                    | Hàn Quốc    |                                 | Hoshi                                                |             | Bản giấy             |                                                 |
| 2021 | Tháng 9  | 1st LOOK                                  | Hàn Quốc    | vol. 225                        | Mingyu                                               | ✔           | Bản giấy             |                                                 |
| 2021 | Tháng 10 | 1st LOOK                                  | Hàn Quốc    | vol. 227                        | Vernon                                               |             | Bản giấy             |                                                 |
| 2021 | Tháng 11 | Allure                                    | Hàn Quốc    |                                 | S.Coups                                              |             | Bản giấy             |                                                 |
| 2021 | Tháng 11 | Esquire                                   | Hàn Quốc    |                                 | S.Coups, Wonwoo, Mingyu, Vernon                      |             | Bản giấy             | 2 phiên bản bìa                                 |
| 2021 | Tháng 11 | GINGER                                    | Nhật Bản    |                                 | Jeonghan, Hoshi, Mingyu                              | ✔           | Bản giấy             |                                                 |
| 2021 | Tháng 12 | VOGUE                                     | Hàn Quốc    | No. 305                         | Joshua, Vernon                                       |             | Bản giấy             |                                                 |
| 2021 | Tháng 12 | Grazia                                    | Trung Quốc  |                                 | The8                                                 | ✔           | Bản điện tử          |                                                 |
| 2021 | Tháng 12 | WAVES                                     | Trung Quốc  |                                 | Jun                                                  | ✔           | Bản giấy             | 2 phiên bản bìa                                 |
| 2022 | Tháng 1  | MORE                                      | Nhật Bản    |                                 | SEVENTEEN                                            | ✔           | Bản giấy             | Không có Jun và The8                            |
| 2022 | Tháng 1  | Marie Claire                              | Hàn Quốc    |                                 | Woozi                                                |             | Bản giấy             |                                                 |
| 2022 | Tháng 1  | 1st LOOK                                  | Hàn Quốc    | vol. 232                        | SeungKwan                                            | ✔           | Bản giấy             |                                                 |
| 2022 | Tháng 2  | ARENA HOMME+                              | Hàn Quốc    |                                 | Mingyu                                               | ✔           | Bản giấy             | 2 phiên bản bìa                                 |
| 2022 | Tháng 2  | ELLE                                      | Hàn Quốc    |                                 | S.Coups, Jeonghan, Joshua                            |             | Bản giấy             |                                                 |
| 2022 | Tháng 2  | Dazed                                     | Hàn Quốc    |                                 | Woozi                                                |             | Bản giấy             |                                                 |
| 2022 | Tháng 3  | Singles                                   | Hàn Quốc    |                                 | S.Coups                                              |             | Bản giấy             |                                                 |
| 2022 | Tháng 3  | COSMOPOLITAN                              | Hàn Quốc    |                                 | Seungkwan                                            |             | Bản giấy             |                                                 |
| 2022 | Tháng 3  | ELLE                                      | Hàn Quốc    |                                 | Dino                                                 |             | Bản giấy             |                                                 |
| 2022 | Tháng 3  | 1st LOOK                                  | Hàn Quốc    | vol. 234                        | Vernon                                               | ✔           | Bản giấy             |                                                 |
| 2022 | Tháng 3  | SPOTLiGHT                                 | Trung Quốc  | No. 013                         | Hoshi                                                | ✔           | Bản giấy             | 2 phiên bản bìa                                 |
| 2022 | Tháng 4  | ELLE                                      | Hàn Quốc    |                                 | Mingyu                                               |             | Bản giấy             |                                                 |
| 2022 | Tháng 4  | Allure                                    | Hàn Quốc    |                                 | The8                                                 |             | Bản giấy             |                                                 |
| 2022 | Tháng 4  | 1st LOOK                                  | Hàn Quốc    | vol. 236                        | Vernon                                               |             | Bản giấy             |                                                 |
| 2022 | Tháng 5  | ARENA HOMME+                              | Hàn Quốc    |                                 | S.Coups, Jeonghan, Mingyu                            | ✔           | Bản giấy             | 2 phiên bản bìa                                 |
| 2022 | Tháng 5  | WAVES                                     | Trung Quốc  |                                 | Mingyu                                               | ✔           | Bản giấy             | 2 phiên bản bìa                                 |
| 2022 | Tháng 5  | 1st LOOK                                  | Hàn Quốc    | vol. 238                        | Joshua                                               | ✔           | Bản giấy             |                                                 |
| 2022 | Tháng 5  | Numéro TOKYO                              | Nhật Bản    | Issue 158                       | SEVENTEEN                                            | ✔           | Bản giấy             | Không có Wonwoo                                 |
| 2022 | Tháng 6  | COSMOPOLITAN                              | Hàn Quốc    |                                 | SEVENTEEN                                            | ✔           | Bản giấy             | 3 phiên bản bìa (2 bản thường, 1 bản đặc biệt)  |
| 2022 | Tháng 8  | VOGUE                                     | Hàn Quốc    | No. 313                         | Hoshi                                                |             | Bản giấy             |                                                 |
| 2022 | Tháng 9  | Esquire                                   | Hàn Quốc    |                                 | Wonwoo                                               |             | Bản giấy             |                                                 |
| 2022 | Tháng 10 | SPUR                                      | Nhật Bản    |                                 | Jeonghan                                             |             | Bản giấy             |                                                 |
| 2022 | Tháng 10 | ELLE                                      | Hàn Quốc    |                                 | Mingyu                                               | ✔           | Bản giấy             |                                                 |
| 2022 | Tháng 10 | SPOTLiGHT                                 | Trung Quốc  |                                 | Jun                                                  |             | Bản giấy             |                                                 |
| 2022 | Tháng 11 | ARENA HOMME+                              | Hàn Quốc    |                                 | The8                                                 |             | Bản giấy             |                                                 |
| 2022 | Tháng 11 | Powercircles 势界                         | Trung Quốc  |                                 | Jun                                                  | ✔           | Bản giấy             | 2 phiên bản bìa                                 |
| 2022 | Tháng 12 | Marie Claire                              | Hàn Quốc    |                                 | Seungkwan                                            |             | Bản giấy             |                                                 |
| 2022 | Tháng 12 | Allure                                    | Hàn Quốc    |                                 | Jun                                                  |             | Bản giấy             |                                                 |
| 2022 | Tháng 12 | Dazed                                     | Hàn Quốc    |                                 | Mingyu                                               | ✔           | Bản giấy             | 4 phiên bản bìa                                 |
| 2023 | Tháng 1  | MAPS                                      | Hàn Quốc    |                                 | Joshua                                               | ✔           | Bản giấy             | 2 phiên bản bìa                                 |
| 2023 | Tháng 1  | Esquire                                   | Hàn Quốc    |                                 | Hoshi                                                |             | Bản giấy             |                                                 |
| 2023 | Tháng 2  | ViVi                                      | Nhật Bản    |                                 | SEVENTEEN                                            | ✔           | Bản giấy             |                                                 |
| 2023 | Tháng 2  | GQ                                        | Hàn Quốc    |                                 | Jeonghan                                             | ✔           | Bản điện tử          |                                                 |
| 2023 | Tháng 3  | NYLON                                     | Nhật Bản    |                                 | Jun, Wonwoo, Mingyu                                  | ✔           | Bản giấy             |                                                 |
| 2023 | Tháng 3  | ELLE                                      | Hàn Quốc    |                                 | DK                                                   |             | Bản giấy             |                                                 |
| 2023 | Tháng 3  | Noblesse MEN                              | Hàn Quốc    |                                 | Mingyu                                               | ✔           | Bản giấy             | 3 phiên bản bìa                                 |
| 2023 | Tháng 3  | L'OFFICIEL                                | Philippines |                                 | Mingyu                                               | ✔           | Bản giấy             |                                                 |
| 2023 | Tháng 4  | chicteen                                  | Trung Quốc  |                                 | Joshua                                               | ✔           | Bản giấy             | 2 phiên bản bìa                                 |
| 2023 | Tháng 4  | ELLE                                      | Hàn Quốc    |                                 | Jeonghan, Jun                                        | ✔           | Bản điện tử          | D-Edition 2 phiên bản bìa                       |
| 2023 | Tháng 5  | COSMOPOLITAN                              | Hàn Quốc    |                                 | Joshua, Mingyu                                       |             | Bản giấy             |                                                 |
| 2023 | Tháng 5  | @Star1                                    | Hàn Quốc    |                                 | Seungkwan, Dino                                      | ✔           | Bản giấy             | 3 phiên bản bìa                                 |
| 2023 | Tháng 5  | VOGUE                                     | Hàn Quốc    |                                 | Hoshi, Woozi, Vernon                                 |             | Bản giấy             |                                                 |
| 2023 | Tháng 5  | Allure                                    | Hàn Quốc    |                                 | S.Coups, DK                                          |             | Bản giấy             |                                                 |
| 2023 | Tháng 5  | ARENA HOMME+                              | Hàn Quốc    |                                 | Wonwoo, The8                                         |             | Bản giấy             |                                                 |
| 2023 | Tháng 6  | 精彩OK!                                   | Trung Quốc  |                                 | Jun                                                  | ✔           | Bản giấy             | 2 phiên bản bìa                                 |
| 2023 | Tháng 6  | ELLEMEN FRESH                             | Trung Quốc  |                                 | The8                                                 | ✔           | Bản giấy             |                                                 |
| 2023 | Tháng 6  | MEN'S NON-NO                              | Nhật Bản    |                                 | DK                                                   |             | Bản giấy             |                                                 |
| 2023 | Tháng 6  | ELLE                                      | Nhật Bản    |                                 | Joshua, Jun                                          |             | Bản giấy             |                                                 |
| 2023 | Tháng 6  | Rolling Stone                             | Hoa Kỳ      |                                 | Seventeen                                            | ✔           | Bản giấy             | Ấn bản đặc biệt                                 |
| 2023 | Tháng 6  | VOGUE+                                    | Trung Quốc  |                                 | The8                                                 |             | Bản giấy Bản điện tử |                                                 |
| 2023 | Tháng 7  | ARENA HOMME+                              | Trung Quốc  |                                 | Jun                                                  | ✔           | Bản giấy             |                                                 |
| 2023 | Tháng 8  | MEN'S NON-NO                              | Nhật Bản    |                                 | Wonwoo, DK                                           | ✔           | Bản giấy             | Số phát hành đặc biệt                           |
| 2023 | Tháng 8  | ELLE MAN                                  | Hàn Quốc    |                                 | Wonwoo                                               | ✔           | Bản giấy             | 2 phiên bản bìa                                 |
| 2023 | Tháng 8  | GOING                                     | Hàn Quốc    | vol. 2                          | SEVENTEEN                                            | ✔           | Bản giấy             | Tự phát hành                                    |
| 2023 | Tháng 9  | AERA                                      | Nhật Bản    |                                 | Wonwoo, Vernon                                       | ✔           | Bản giấy             |                                                 |
| 2023 | Tháng 9  | ARENA HOMME+                              | Hàn Quốc    |                                 | Joshua                                               |             | Bản giấy Bản điện tử |                                                 |
| 2023 | Tháng 9  | Marie Claire                              | Hàn Quốc    |                                 | S.Coups                                              |             | Bản giấy             |                                                 |
| 2023 | Tháng 9  | Anan                                      | Nhật Bản    | No. 2362                        | Jeonghan                                             | ✔           | Bản giấy             |                                                 |
| 2023 | Tháng 9  | NYLON                                     | Trung Quốc  |                                 | Jun                                                  | ✔           | Bản giấy             |                                                 |
| 2023 | Tháng 10 | ELLE                                      | Nhật Bản    |                                 | Jeonghan, Joshua                                     | ✔           | Bản giấy             | Ấn bản đặc biệt                                 |
| 2023 | Tháng 11 | MEN'S NON-NO                              | Nhật Bản    |                                 | Wonwoo                                               |             | Bản giấy             |                                                 |
| 2023 | Tháng 11 | SPUR                                      | Nhật Bản    |                                 | Joshua                                               | ✔           | Bản giấy             |                                                 |
| 2023 | Tháng 12 | GINGER                                    | Nhật Bản    |                                 | Jun                                                  | ✔           | Bản giấy             |                                                 |
| 2023 | Tháng 12 | COSMOPOLITAN                              | Hàn Quốc    |                                 | Mingyu                                               | ✔           | Bản giấy             | 5 phiên bản bìa                                 |
| 2024 | Tháng 1  | DICON                                     | Hàn Quốc    | N°17                            | Jeonghan, Wonwoo                                     | ✔           | Bản giấy             | 5 phiên bản bìa                                 |
| 2024 | Tháng 2  | GQ                                        | Hàn Quốc    |                                 | Vernon                                               |             | Bản giấy             |                                                 |
| 2024 | Tháng 2  | GQ                                        | Hàn Quốc    | ✔                               | Vernon                                               | Bản điện tử |                      |                                                 |
| 2024 | Tháng 3  | MEN'S NON-NO                              | Nhật Bản    |                                 | Jeonghan                                             | ✔           | Bản giấy             |                                                 |
| 2024 | Tháng 3  | MEN'S NON-NO                              | Nhật Bản    | Wonwoo, DK                      |                                                      |             | Bản giấy             |                                                 |
| 2024 | Tháng 3  | ARENA HOMME+                              | Hàn Quốc    |                                 | Mingyu                                               | ✔           | Bản giấy             |                                                 |
| 2024 | Tháng 3  | Marie Claire                              | Hàn Quốc    |                                 | Seungkwan                                            |             | Bản giấy             |                                                 |
| 2024 | Tháng 3  | Esquire fine                              | Trung Quốc  |                                 | Jun                                                  | ✔           | Bản giấy             | 2 phiên bản bìa                                 |
| 2024 | Tháng 3  | Esquire                                   | Hồng Kông   |                                 | Mingyu                                               |             | Bản giấy             | 2 phiên bản bìa                                 |
| 2024 | Tháng 4  | ARENA HOMME+                              | Hàn Quốc    |                                 | Joshua                                               | ✔           | Bản giấy             |                                                 |
| 2024 | Tháng 4  | W                                         | Hàn Quốc    |                                 | DK                                                   |             | Bản giấy             |                                                 |
| 2024 | Tháng 4  | Dazed                                     | Hàn Quốc    |                                 | S.Coups                                              |             | Bản giấy             |                                                 |
| 2024 | Tháng 5  | Dazed                                     | Hàn Quốc    |                                 | Jeonghan                                             | ✔           | Bản giấy             | 3 phiên bản bìa                                 |
| 2024 | Tháng 5  | MEN'S NON-NO                              | Nhật Bản    |                                 | Wonwoo, DK                                           |             | Bản giấy             |                                                 |
| 2024 | Tháng 6  | Allure                                    | Hàn Quốc    |                                 | Jeonghan, Wonwoo                                     | ✔           | Bản giấy             | 5 phiên bản bìa                                 |
| 2024 | Tháng 6  | MEN'S NON-NO                              | Nhật Bản    |                                 | Wonwoo, DK                                           |             |                      |                                                 |
| 2024 | Tháng 6  | SPUR                                      | Nhật Bản    |                                 | S.Coups                                              | ✔           | Bản giấy             |                                                 |
| 2024 | Tháng 6  | Marie Claire NOW                          | Trung Quốc  |                                 | Jun                                                  | ✔           | Bản giấy             | 2 phiên bản bìa                                 |
| 2024 | Tháng 7  | BAZAAR MAN                                | Trung Quốc  |                                 | The8                                                 | ✔           | Bản giấy             |                                                 |
| 2024 | Tháng 7  | MEN'S NON-NO                              | Nhật Bản    |                                 | Jeonghan, Wonwoo                                     | ✔           | Bản giấy             |                                                 |
| 2024 | Tháng 7  | MEN'S NON-NO                              | Nhật Bản    | Wonwoo, DK                      |                                                      |             | Bản giấy             |                                                 |
| 2024 | Tháng 7  | 25ans                                     | Nhật Bản    |                                 | Joshua                                               | ✔           | Bản giấy             | 2 phiên bản bìa                                 |
| 2024 | Tháng 7  | Allure                                    | Hàn Quốc    |                                 | Seungkwan                                            |             | Bản giấy             |                                                 |
| 2024 | Tháng 7  | ARENA HOMME+                              | Hàn Quốc    |                                 | Jeonghan                                             |             | Bản giấy             |                                                 |
| 2024 | Tháng 7  | ARENA HOMME+                              | Hàn Quốc    | ✔                               | Jeonghan                                             | Bản điện tử | 2 phiên bản bìa      |                                                 |
| 2024 | Tháng 7  | HIGH CUT                                  | Hàn Quốc    |                                 | Hoshi                                                | ✔           | Bản điện tử          | 2 phiên bản bìa                                 |
| 2024 | Tháng 7  | MEN Noblesse                              | Hàn Quốc    |                                 | Mingyu                                               | ✔           | Bản giấy             | 2 phiên bản bìa                                 |
| 2024 | Tháng 8  | ARENA HOMME+                              | Hàn Quốc    |                                 | Wonwoo                                               | ✔           | Bản giấy             | 3 phiên bản bìa                                 |
| 2024 | Tháng 8  | madame FIGARO                             | Nhật Bản    |                                 | Jeonghan, Wonwoo                                     | ✔           | Bản giấy             | 2 phiên bản bìa                                 |
| 2024 | Tháng 9  | Harper's BAZAAR                           | Nhật Bản    |                                 | Jeonghan                                             | ✔           | Bản giấy             | 2 phiên bản bìa                                 |
| 2024 | Tháng 9  | MEN Noblesse                              | Hàn Quốc    |                                 | Jeonghan                                             |             | Bản giấy             |                                                 |
| 2024 | Tháng 9  | Allure                                    | Hàn Quốc    |                                 | S.Coups, Hoshi                                       | ✔           | Bản giấy             | 5 phiên bản bìa                                 |
| 2024 | Tháng 9  | Vogue                                     | Hàn Quốc    |                                 | Mingyu                                               | ✔           | Bản điện tử          | 2 phiên bản bìa                                 |
| 2024 | Tháng 9  | Perfect                                   | Anh         | Issue 7                         | Mingyu                                               | ✔           | Bản giấy             |                                                 |
| 2024 | Tháng 9  | Anan                                      | Nhật Bản    | No. 2411                        | Mingyu                                               | ✔           | Bản giấy             |                                                 |
| 2024 | Tháng 11 | Cosmopolitan                              | Hàn Quốc    |                                 | The8                                                 | ✔           | Bản giấy             | 3 phiên bản bìa                                 |